# 阪和線

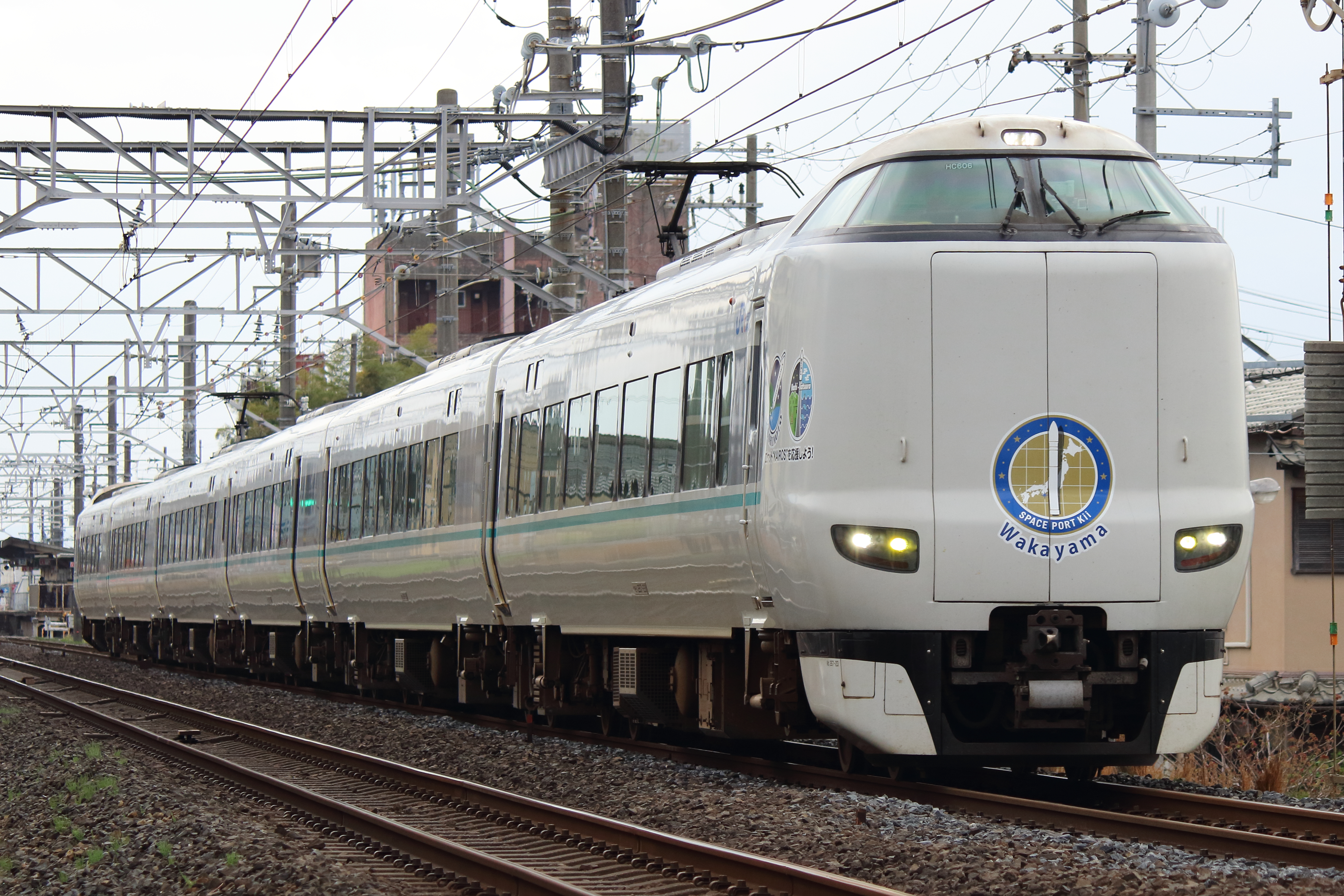
富木站至鳳站間的JR 287系特急電車 (2023年4月)

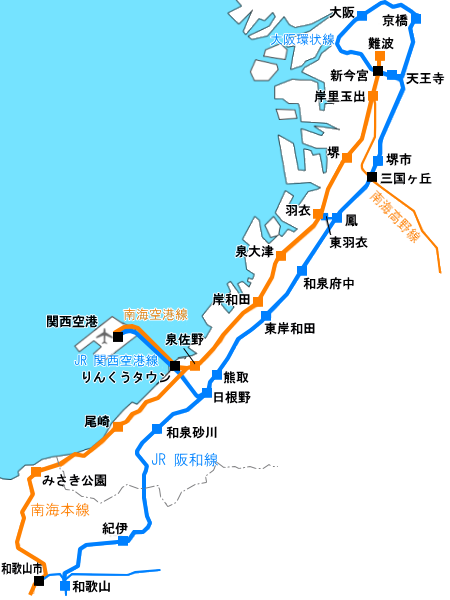
大阪 - 和歌山間鐵道路線：
橙色為南海電鐵、
藍色為JR

阪和線（日语：／ Hanwa sen */?）是西日本旅客铁道公司（JR西日本）的一条铁路线（干线），连接大阪府大阪市天王寺区的天王寺站和和歌山县和歌山市的和歌山站。 它还拥有一条支线，通常称为“羽衣线”，连接大阪府堺市的凤站和大阪府高石市的东羽衣站。

## 概要
该线路从大阪市南部的重要枢纽天王寺站向南延伸，穿过大阪府南部城市到达和歌山市，是JR西日本都市网络线路网中的一部分。该线路的路線色是橙色■，給予人「陽光充滿大地的形象」。线路符号为 R ，其昵称也是“阪和线”，与线路的正式名称相同。
阪和线与众多路线具有竞争关系，包括南海电气铁道的南海本线（与阪和线几乎平行，更靠近海岸）、天王寺站（新今宫站） - 三国之丘站之间的南海高野线、大阪地铁的御堂筋线和谷町线、近铁南大阪线和大阪市内的阪堺电气轨道。 天王寺站至和歌山站之间的日均客流量为 107,079 人次，高于南海本线同路段的 102,701 人次。
该线路在和歌山站与纪势本线相连，特急列车“黑潮”会通过阪和线而直通进入纪势本线，开往南纪地区。 自 1994 年 9 月 4 日关西国际机场（KIX）启用以来，阪和线作大阪等地通往机场的线路，也发挥了重要作用。 关西机场线从日根野站出发，在日根野站与阪和线分开，特急列车“遥”将京都和大阪市与机场连接起来。此外，还舍设有关空快速列车和纪州路快速列车，通过阪和线直通进入大阪环状线前往大阪站等车站。
由于战时收购了私营铁路公司南海山手线（前身阪和电气铁道），该铁路线实现了国有化，因此出现了许多具有独特三角形屋顶的特色车站建筑，但近年来随着车站建筑的重建，其中许多已不复存在。 此外，日本国有铁道公司（JNR）的许多车站没有采用日本国有铁道公司许多车站的两面三线车站结构，而两面四线车站是主要车站的标准规格。 随着日本国有铁道（JNR）的拆分和民营私有化，该线路后来成为 JR西日本线路网的一部分。
从凤站到羽衣站的支线从凤站分支出来，通常被称为羽衣线。 这段线路没有指定线路颜色、车站编号或线路符号。 从杉本町站分支至八尾站的线路（2004 年 7 月 1 日停运，2009 年 4 月 1 日废线）被称为阪和货运线或阪和联络线，但它是关西本线的一条支线，而不是阪和线。
包括支线在内的所有线路都被纳入《旅客营业规则》规定的“大阪近郊区间”的“电车特定区间”，因此设有比区间外更便宜的短途票价。 此外，它还被纳入 ICOCA IC交通卡的使用范围 。
近畿地区总部管辖天王寺站和长泷站之间（不包括房舍）以及凤站和东羽衣站之间的区域，和歌山支社管辖长泷站和和歌山站之间的区域。

### 路線資料
- 管轄：西日本旅客鐵道（第一種鐵道事業者）
- 路線距離（營業距離）：
  - 天王寺站－和歌山站間 61.3公里[1]
  - 鳳站－東羽衣站間 1.7公里[1]
- 軌距：1067毫米
- 站數：36個（包括起終點站）
  - 若只限屬於阪和線的車站，排除屬於關西本線的天王寺站與屬於紀勢本線的和歌山站[14]則為34個。
- 複線路段：天王寺站－和歌山站間
- 單線路段：鳳站－東羽衣站間
- 電氣化路段：全線電氣化（直流1500V）
- 閉塞方式：自動閉塞式
- 保安裝置：
  - 天王寺站－日根野站間 ATS-P（全線P）[3]
  - 日根野站－和歌山站間 ATS-P（據點P）及ATS-SW[4]
  - 鳳站－東羽衣站間 ATS-P（全線P）[4]
- 最高速度：[2]
  - 天王寺站－鳳站間 95公里/小時
  - 鳳站－和歌山站間 120公里/小時
  - 鳳站－東羽衣站間 65公里/小時
- 運轉指令所（日语：運転指令所）：大阪綜合指令所（日语：大阪総合指令所）
- 列車運行管理系統（日语：列車運行管理システム）：天王寺站－和歌山站間 阪和線運行管理系統（日语：アーバンネットワーク運行管理システム）（SUNTRAS）
- 可使用 IC交通卡的区间：
  - ICOCA 区域：天王寺站 - 和歌山站之间、凤站至东羽衣站之间（PiTaPa后付费服务覆盖这两个区间）。
- 2020年的混杂率：快速列车 87%（堺市站至天王寺站：7:10-8:10），普通列车 95%（美章园站至天王寺站：7:10-8:10）[15]。

## 运行形态
除阪和线列车外，还有直通进入大阪环状线、关西机场线和纪势本线（纪国线）的列车，以及通过梅田货物线直达 JR京都线和琵琶湖线的列车。 鹤丘站、杉本町站、上野芝站、凤站、和泉府中站、东岸和田站、东贝塚站、熊取站、日根野站、长泷站、和泉砂川站和纪伊站均设有列车待避设备（慢车在站内等待快车通过即为待避）。
根据 2023 年 3 月 18 日修订的时刻表，运行概况如下。
白天日中时段，在大阪环状线与关西机场站、和歌山站之间有 1 班特急“黑潮”、2 班特急“遥”、4 班关空快速·纪州路快速运行，在天王寺站与熊取站之间有 4 班区间快速列车，在天王寺站与凤站之间有 4 班普通列车。
| 种类＼车站   | …                                              | 天王寺 | 天王寺 | …   | 凤  | 凤                                         | …                                          | 熊取                                       | 熊取                                       | 日根野                                     | 日根野                                     | …                                          | 和歌山                                     | 和歌山                                     | …                                          |
| ------------ | ---------------------------------------------- | ------ | ------ | --- | --- | ------------------------------------------ | ------------------------------------------ | ------------------------------------------ | ------------------------------------------ | ------------------------------------------ | ------------------------------------------ | ------------------------------------------ | ------------------------------------------ | ------------------------------------------ | ------------------------------------------ |
| 特急「黑潮」 | 新大阪←                                        | 1班    | 1班    | 1班 | 1班 | 1班                                        | 1班                                        | 1班                                        | 1班                                        | 1班                                        | 1班                                        | 1班                                        | 1班                                        | 1班                                        | →白浜·新宮                                 |
| 特急「遥」   | 京都←                                          | 2班    | 2班    | 2班 | 2班 | 2班                                        | 2班                                        | 2班                                        | 2班                                        | 2班                                        | 2班                                        | →关西空港                                  | →关西空港                                  | →关西空港                                  | →关西空港                                  |
| 纪州路快速   | 大阪環状线内← （两个车将在日根野联结合并行驶） | 4班    | 4班    | 4班 | 4班 | 4班                                        | 4班                                        | 4班                                        | 4班                                        | 4班                                        | 4班                                        | 4班                                        | 4班                                        |                                            |                                            |
| 关空快速     | 大阪環状线内← （两个车将在日根野联结合并行驶） | 4班    | 4班    | 4班 | 4班 | 4班                                        | 4班                                        | 4班                                        | 4班                                        | 4班                                        | 4班                                        | →关西空港                                  | →关西空港                                  | →关西空港                                  | →关西空港                                  |
| 区間快速     |                                                | 4班    | 4班    | 4班 | 4班 | 4班                                        | 4班                                        | 4班                                        | 4班                                        |                                            |                                            |                                            |                                            |                                            |                                            |
| 普通         |                                                | 4班    | 4班    | 4班 | 4班 | 一部分列车在熊取、日根野、和泉砂川始发终到 | 一部分列车在熊取、日根野、和泉砂川始发终到 | 一部分列车在熊取、日根野、和泉砂川始发终到 | 一部分列车在熊取、日根野、和泉砂川始发终到 | 一部分列车在熊取、日根野、和泉砂川始发终到 | 一部分列车在熊取、日根野、和泉砂川始发终到 | 一部分列车在熊取、日根野、和泉砂川始发终到 | 一部分列车在熊取、日根野、和泉砂川始发终到 | 一部分列车在熊取、日根野、和泉砂川始发终到 | 一部分列车在熊取、日根野、和泉砂川始发终到 |

### 天王寺 - 和歌山间

#### 特急

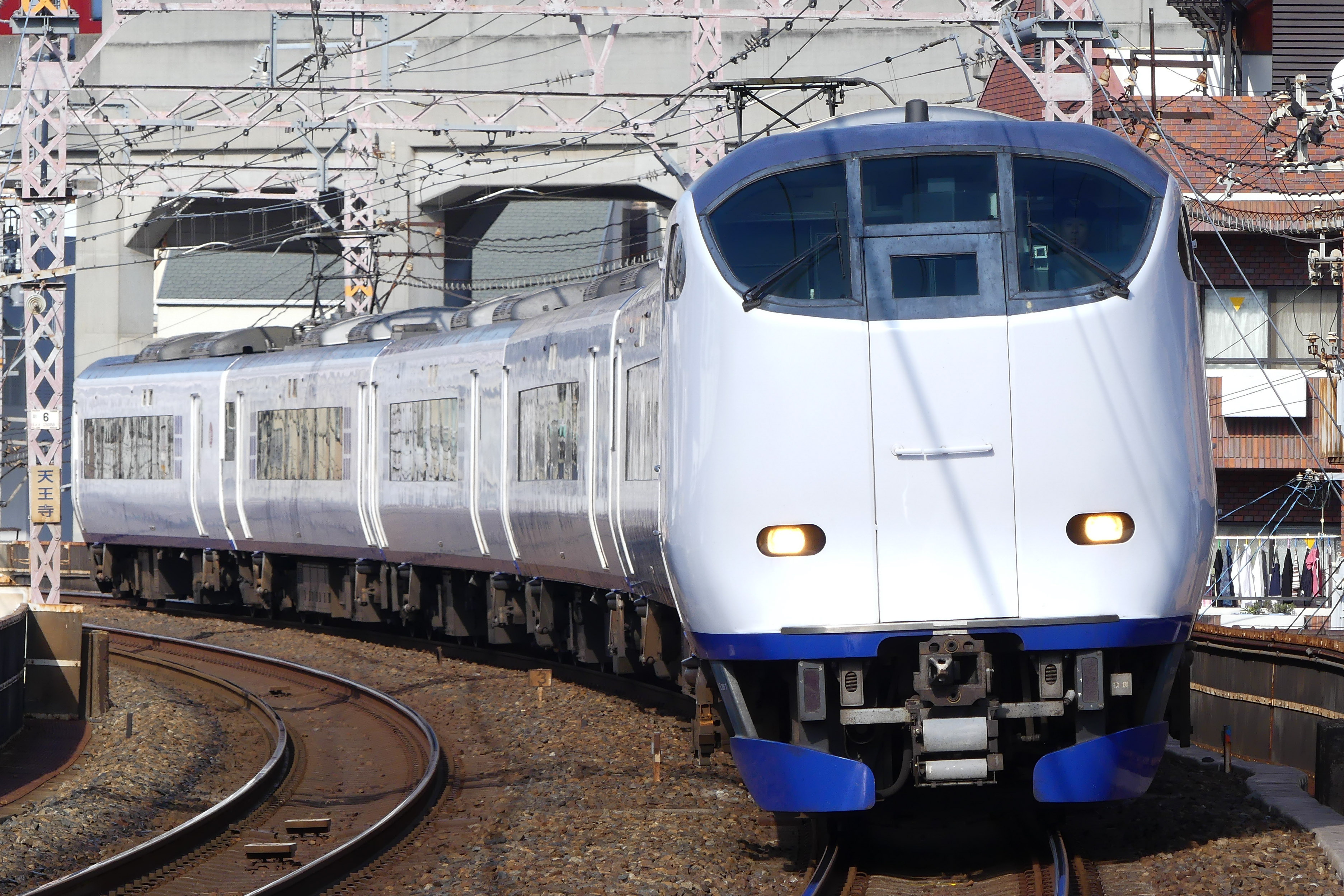
特急「遥」（美章園站）

从京都和新大阪出发的特急列车“黑潮”通过梅田货物线、大阪环状线和本线向南纪地区方向运行，直通纪势本线（使用 283系、287系 和 289系列车），而“遥”（使用 281系 和 271系列车）则直通关西机场线，是通往关西机场的机场接驳列车。 黑潮号白天每小时一班，遥号约每小时两班。 在繁忙时段也有特别列车运行。
所有“黑潮”列车都在途中停靠日根野站，而“遥”号列车原则上不在阪和线内停车。但是，由于新大阪・天王寺站与和歌山・海南站之间早晚的通勤特快需求存在，黑潮号只在早上的下行列车和晚上的上行列车停靠和泉府中站与和泉砂川站，而遥号只在早上开往京都的列车和晚上开往关西机场的列车停靠和泉府中站和日根野站。

#### 快速

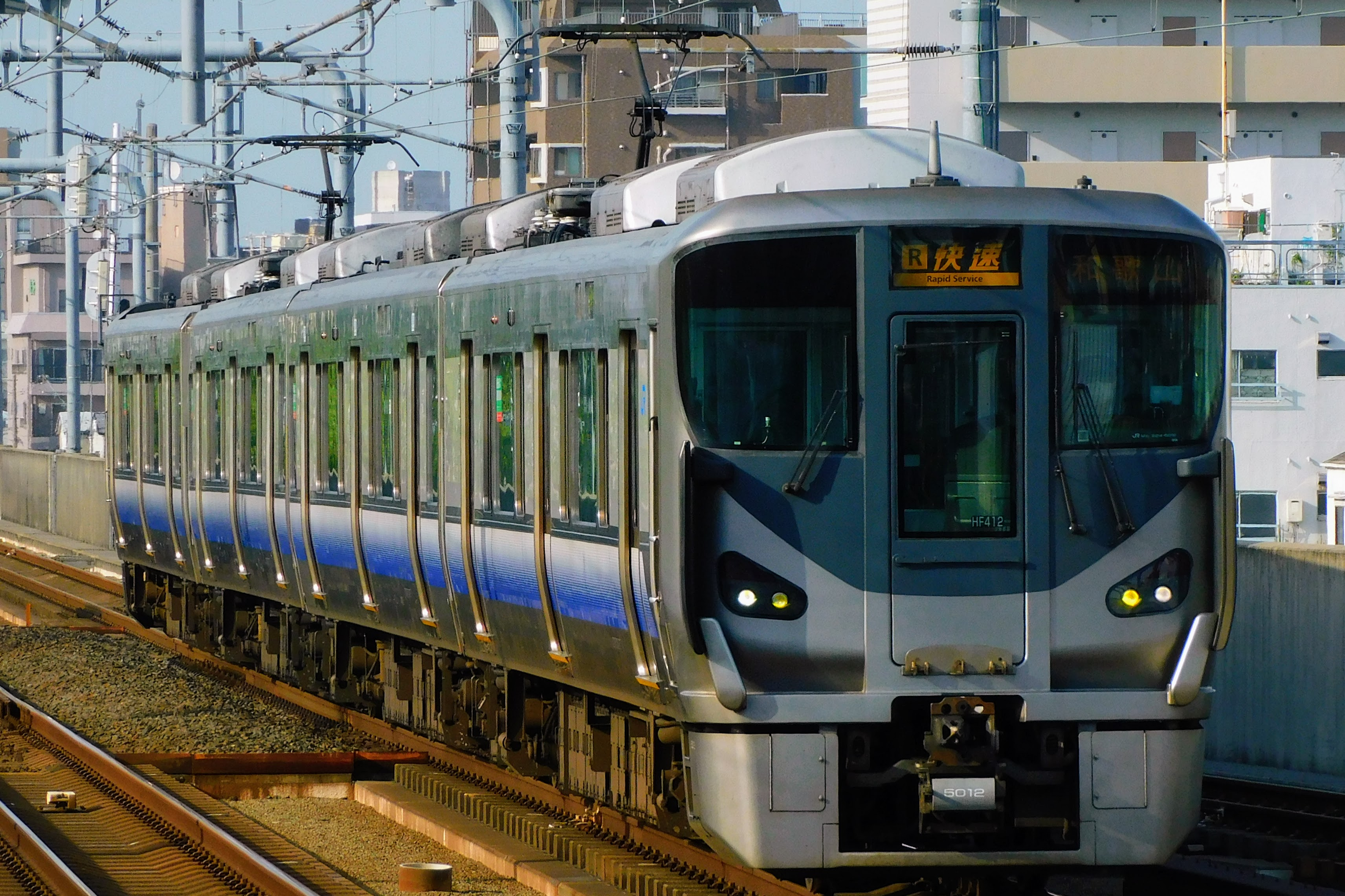
225系5000番台担当的快速列车（鶴丘站）

广义的快速列车（不包括区间快速列车）中，不与关空快速列车合并，而是在阪和线的天王寺站始发或终到的列车，以及从大阪环状线直通进入本线的开往凤、东岸和田、日根野的列车都被称为“快速列车”。 所有列车均由 223系0番台，2500番台和 225系5000番台，5100番台运营。白天时段不会运营。
阪和线上往返天王寺站的部分列车会直通纪势本线行驶。 过去，天王寺站与纪势本线的御坊站和纪伊田边站之间，在白天时段内每小时有一班列车运行，但在 2000 年 3 月 11 日的时刻表修订中，这些列车大部分被拆分成往返于和歌山站的列车，此后只在早晨和傍晚提供服务。 在纪势本线的路段，列车基本上是四节车厢编组的形式运行，因此八节车厢编组的列车在日根野站或和歌山站会与后四节车厢分离。 从和歌山站始发和到达的部分列车也在日根野站进行联挂和分离。
根据 2022 年 3 月 12 日的修订，最快的列车在天王寺站和和歌山站之间的运行时间为 58 分钟。虽然是除特急列车外最快的列车，但由于车站数量的增加以及许多列车会在中途站等待特急列车通过的，在周六和周日，该路段只有一列列车的运行时间少于 60 分钟。
过去，曾经存在从新大阪站出发的直通去往纪势本线内车站的列车（早上开往汤浅站，晚上开往御坊站），出发时间为早上6点和晚上10点（晚上11点经过天王寺），但随着2018年3月17日的时刻表修订，这些列车不再运行于新大阪站。除周六和节假日上午开往汤浅的列车外，其余列车均由大阪环状线内始发的直通去往纪势本线的纪州路快速列车取代（周六和节假日上午开往汤浅的列车仍为从天王寺出发的快速列车，但在 2022 年 3 月 12 日时刻表修订后成为大阪环状线内始发的纪州路快速列车。此外，在过去开往御坊的列车的运行时间内，还增开了特急“黑潮”）。这些列车与“遥”号列车和“黑潮”号列车一样，在梅田货物线上运行，因此不经过大阪站。至于深夜运行的列车，此前使用 165 系列车运行，在 1999 年 10 月 2 日之前，这些列车一直作为夜班车一直行驶至新宫站，直到 1999 年 10 月 2 日，时刻表调整为于纪伊田边终到。在 2002 年 3 月 23 日的时刻表修订中，该列车的运用车型被 221系列车取代，并在 2010 年 3 月 13 日的时刻表修订中改为开往御坊的列车。

#### 直通快速

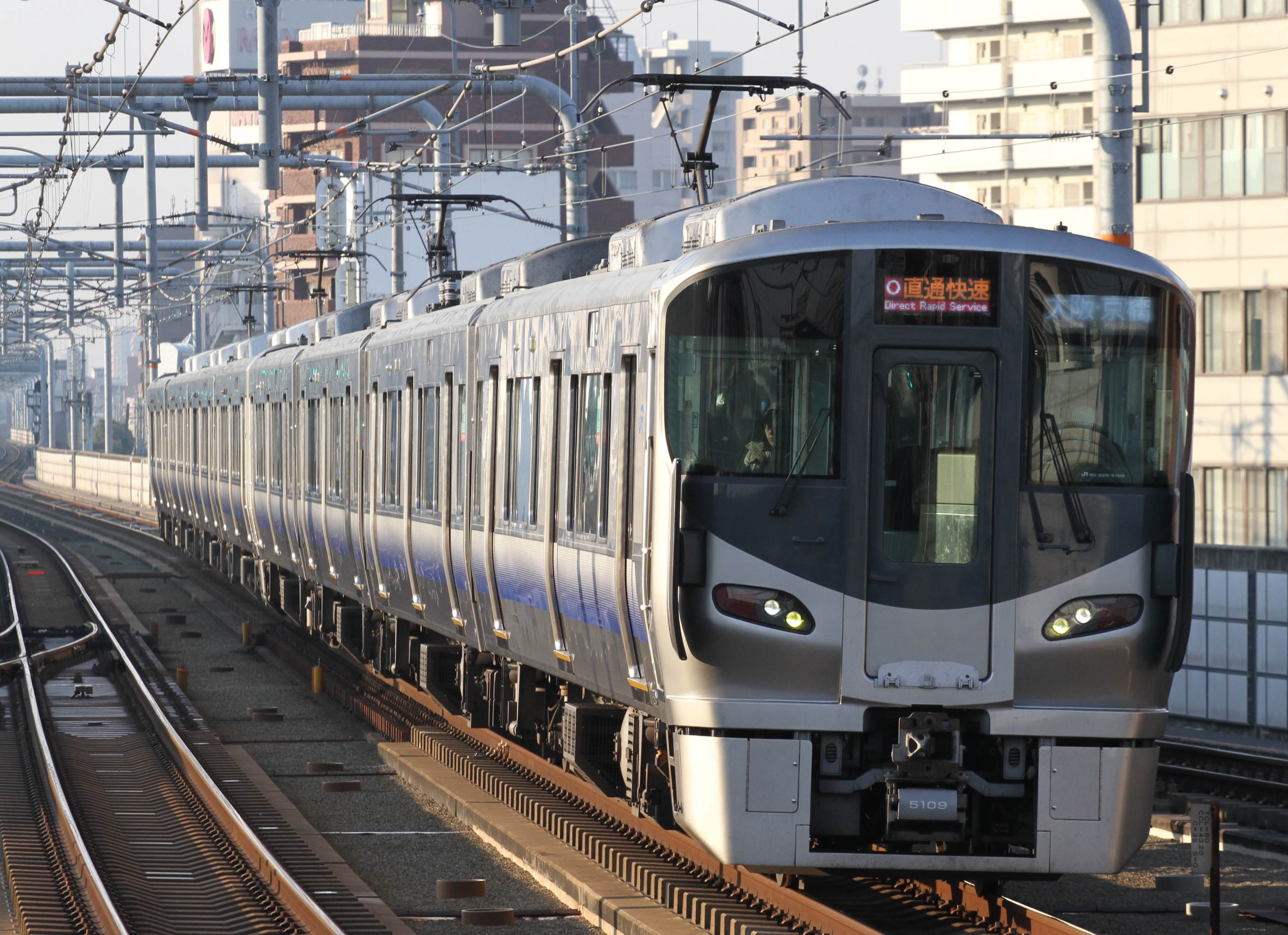
225系5100番台担当的直通快速（鶴丘站）

在广义的快速列车（不包括区间快速列车）中，在大阪环状线各站停靠的列车被称为“直通快速”。
这种列车是在 2008 年 3 月 15 日修订的时刻表中新增的，在工作日早高峰时段经由大阪环状线外环线开往大阪和京桥方向。 阪和线的停靠站点与快速列车相同。 所有列车均由 223系0番台、2500番台 和 225系5000番台、5100番台运营。 与关空-纪州路快速列车一样，在日根野站也会联结或解挂列车。
过去也有下行列车。 开行之初，从大阪环状线开往凤、和歌山的列车各有一班，但从 2011 年 3 月 12 日的时刻表修订开始，开往凤的列车改为开往关西机场・和歌山的列车，从 2012 年 3 月 17 日的时刻表修订开始，该列车不再运行。

#### 关空快速・纪州路快速

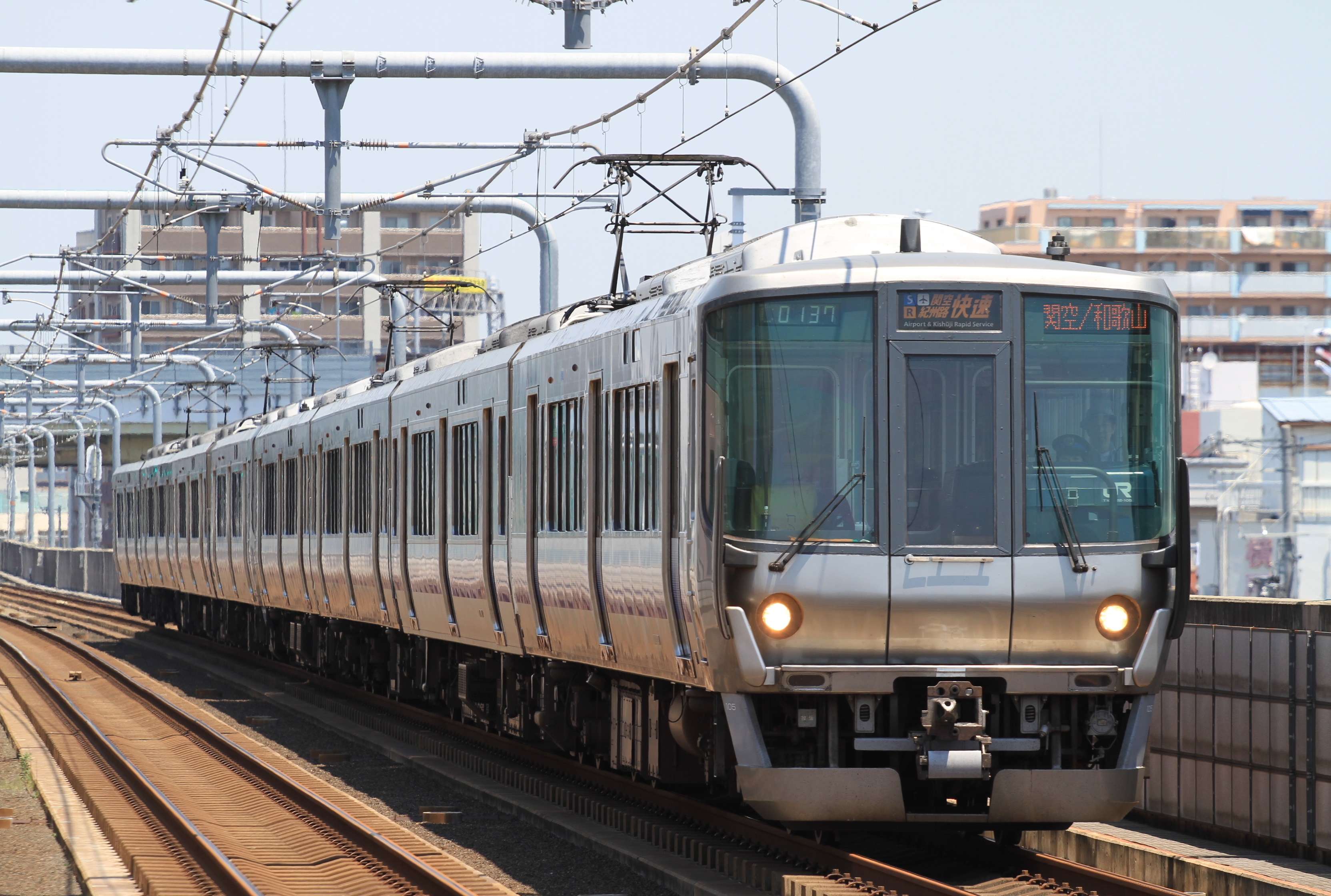
223系0番台担当的关空・纪州路快速

在广义的快速列车（不包括区间快速列车）中，从关西机场站出发或到达关西机场站、同时也会在大阪环状线内运行的列车，以及只在版和线天王寺站和关西机场站之间运行的列车被称为“关空快速”，而从和歌山站出发或到达和歌山站、同时也会在大阪环状线内运行的列车（包括直通驶入纪势本线的列车），以及从版和线的天王寺站出发或到达天王寺站并与关空快速列车一起联结运行的列车被称为“纪州路快速”。
白天时段，在大阪环状线天王寺站 - 大阪站 - 关西机场站・和歌山站之间，每小时有四班列车运行。基本上，列车在大阪环状线内至日根野站之间的时候，“关空快速”和“纪州路快速”会以8节车厢编组的方式运行，二者会在日根野站进行编组的联结或解挂。该列车在天王寺 - 日根野之间的停车站与快速相同；而除了日根野与和歌山之间的部分早上的列车外，纪州路快速列车会停靠和歌山与日根野之间的所有车站。 纪州路快速列车也有从纪势本线的纪伊田边站发车的班次，也有在汤浅站、海南站和御坊站始发及终到的班次。所有列车均由 223系0、2500番台和 225系5000、5100番台运行。
自 1994 年 9 月 4 日关西国际机场启用起，“关空快速”与特急“遥”一同开始在天王寺站和关西机场站之间的运行。
纪州路快速列车是为了应对从大阪地区前往和歌山的游客和上班族的数量的增加，在原有的从京都或新大阪出发的特急列车的基础上，于 1999 年 5 月 10 日的改订中新增的列车。到 2011 年 3 月 11 日为止，日野站与和歌山站之间原则上也会运行快速列车。

#### 区间快速

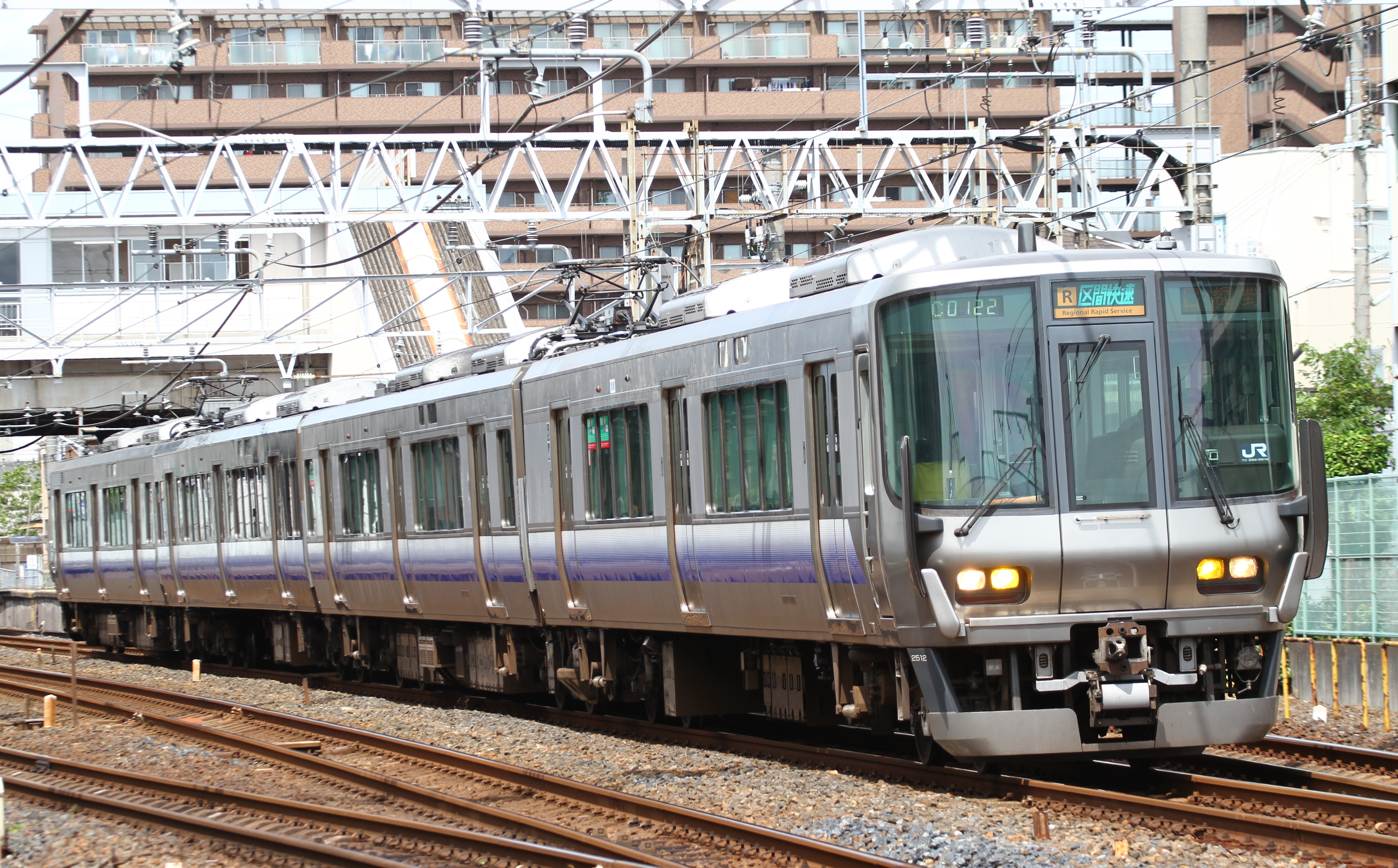
223系2500番台担当的区間快速

区间快速列车停靠天王寺站和凤站之间的快速列车的停车站，以及凤站和和歌山站之间的多个车站。
天王寺站和熊取站之间，白天时段内每小时有四班列车运行；天王寺站和日根野站之间，早晚时段一小时内也有四班列车运行。区间快速列车在东岸和田站可与关空快速・纪州路快速列车接驳换乘。 在日根野站以南，工作日早高峰时段有一班开往和歌山的列车和三班从和歌山出发的列车。 所有列车均由 223系0、2500番台和 225系5000、5100番台[27]运行。
2003 年 10 月 1 日，为了便于新干线乘客在新大阪站的接驳换乘，开设了开往日根野的夜间列车，并将凤站和日根野站之间的末班车后移。此外，从 2003 年 10 月 4 日至 2006 年 3 月 12 日，只在周六和节假日上午开设大阪环状线与凤站之间的一个往返班次（在大阪环状线各站停车）。因此，在 2011 年 3 月 11 日之前，设置的早高峰时段的列车即为前往日根野的末班车，但从 3 月 12 日的时刻表修订起恢复了日间时段的运行。在 2022 年 3 月 12 日的修订中，运营时间有所延长，日间时段的列车改为在熊取站折返，目的是优化运输能力。

#### 普通

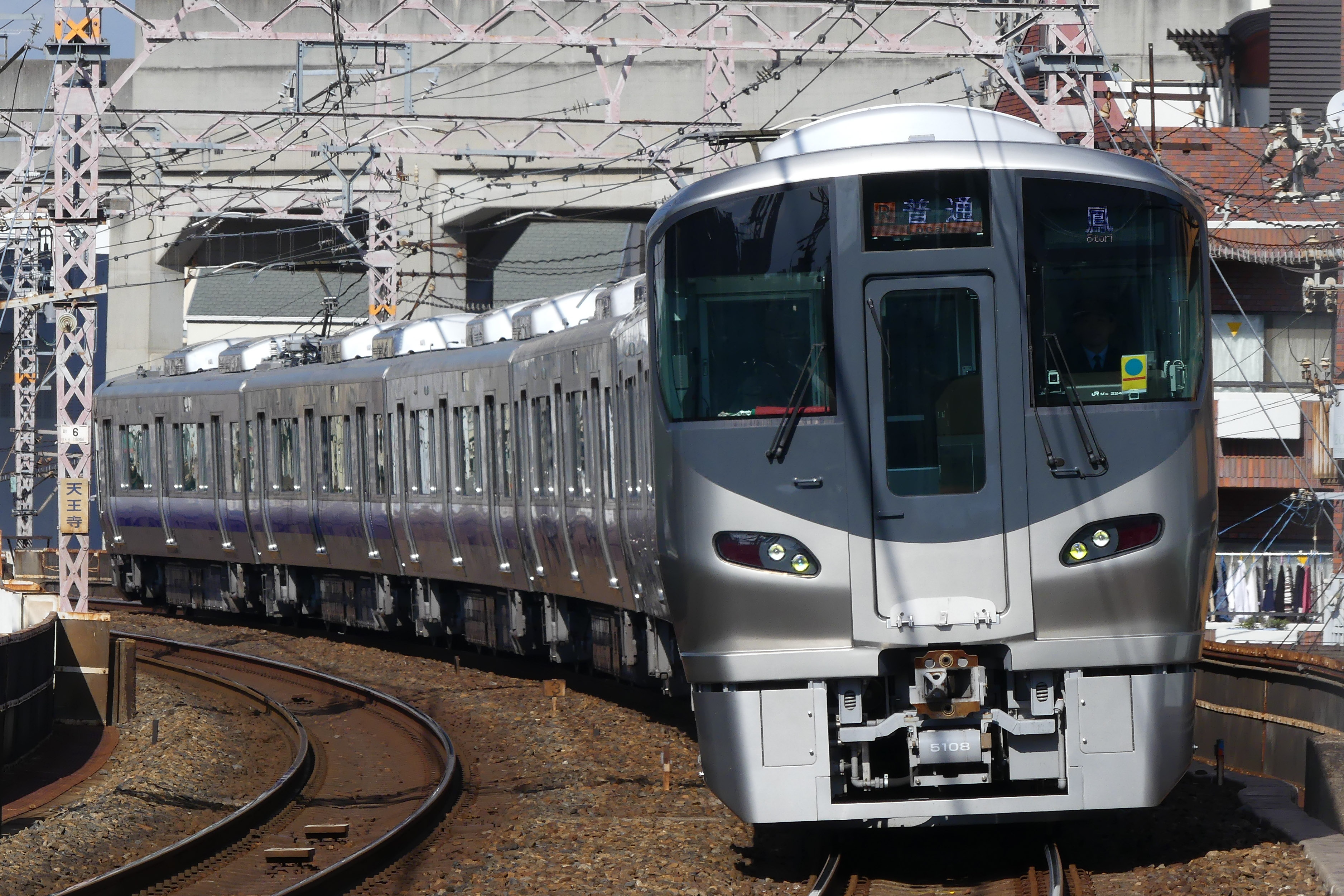
225系5100番台担当的普通列車（美章园站）

普通列车是指在运行区段内所有车站均有停靠的列车。
白天，天王寺站和凤站之间每小时有四班列车运行。 在此期间，列车会在鹤丘站和上野芝站等待关空快速·纪州路快速列车通过，在杉本町站等待区间快速列车通过。 早上和傍晚，在熊取站、日根野站、泉砂川站、和歌山站以及纪势本线的御坊站都设定有始发和终到的列车。 所有列车均由 223系0、2500番台和 225系5000、5100番台运营。
2011 年 3 月 12 日对时刻表进行了修订，白天在凤站和日野站之间的快速列车，被白天时段在日野站和和歌山站之间的各站停车的纪州路快速列车取代，至此日间时段于凤站以南运行的快速列车消失。
过去还使用四扇车门的103系（4 节车厢编组和 6 节车厢编组列车）和205系（4 节车厢编组和 6 节车厢编组列车）、三门113系（2 节车厢编组和 6 节车厢编组列车）以及由两列 223 系 2 节车厢编组联结而成的列车。
每年除夕零点至次年元旦，只有普通列车在天王寺站和凤站之间通宵运行，但这一做法在 2018 年底停止，2019 年底所有列车将不再通宵运行。 过去，天王寺站至凤站的末班车在 2017 年之前一直延伸行驶至日根野站，还有一段时间，该列车还曾直通进入大和路线而在JR难波站始发终到。

## 女性專用車廂
在天王寺站至和歌山站之间，无论平日还是节假日，每天从首班车到末班车，在由 6 节编组的 225 系担当的普通列车、区间快速列车和快速列车的 3 号车厢都设置了女性专用车厢。 女性专用车厢信息显示在上车位置。 当时刻表混乱或中断时，可能会取消女性专用车的提供。
阪和线于 2004 年 10 月 18 日开始提供女性专用车厢，设定在从首班车至 9:00 和 17:00 至 21:00 这两个时段，从 2011 年 4 月 18 日开始，从首班车到末班车，不分平日和节假日地提供女性专用车厢。

## 使用車辆

### 现在使用的车辆

#### 特急列车
- 283系・287系・289系
  - 担当特急列车“黑潮”。
  - 289系车辆是由来往北陆的特急“白鹭”的专用车辆683系2000番台直流化改造的车辆。
- 281系・271系
  - 担当特急列车“遙”。

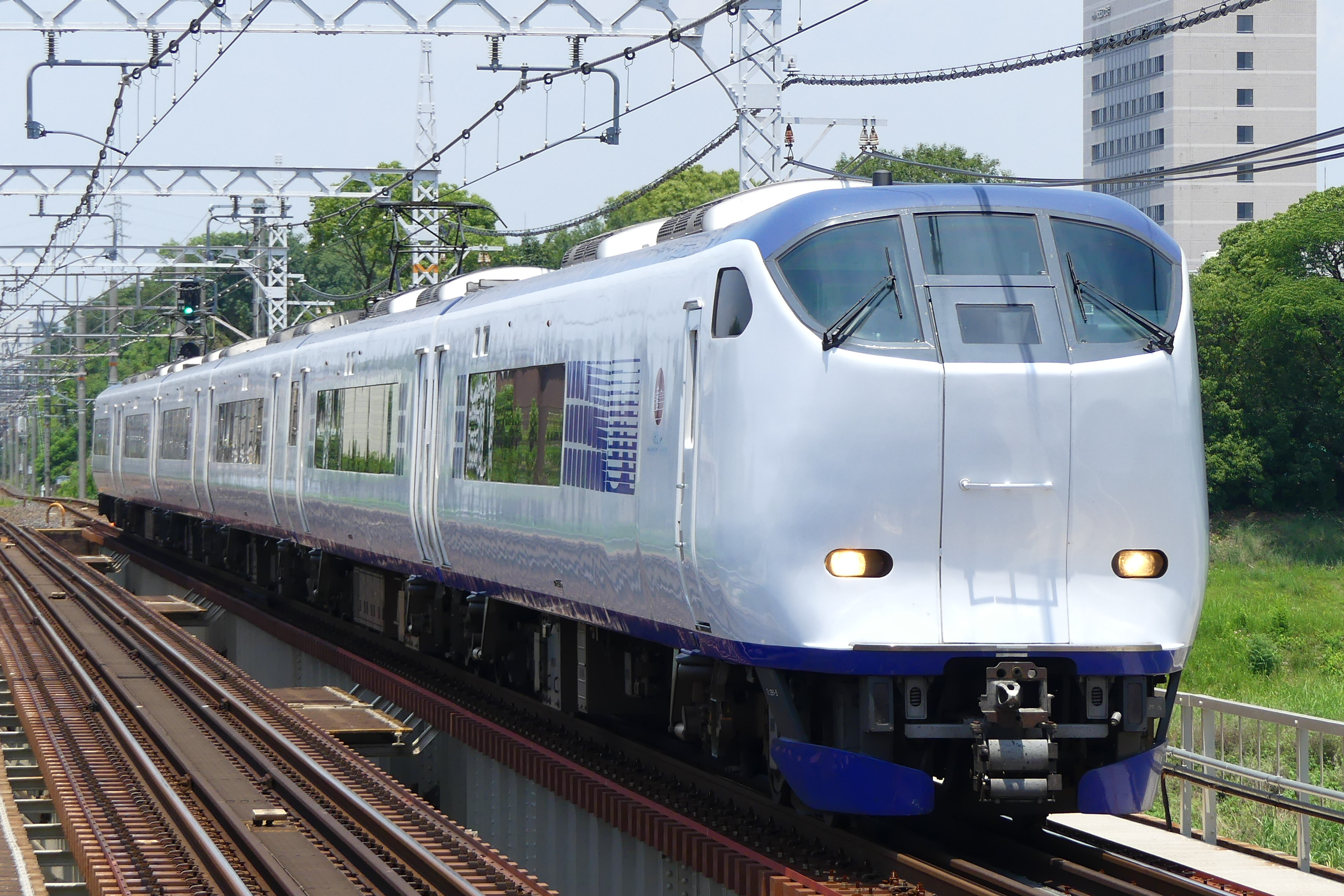
281系
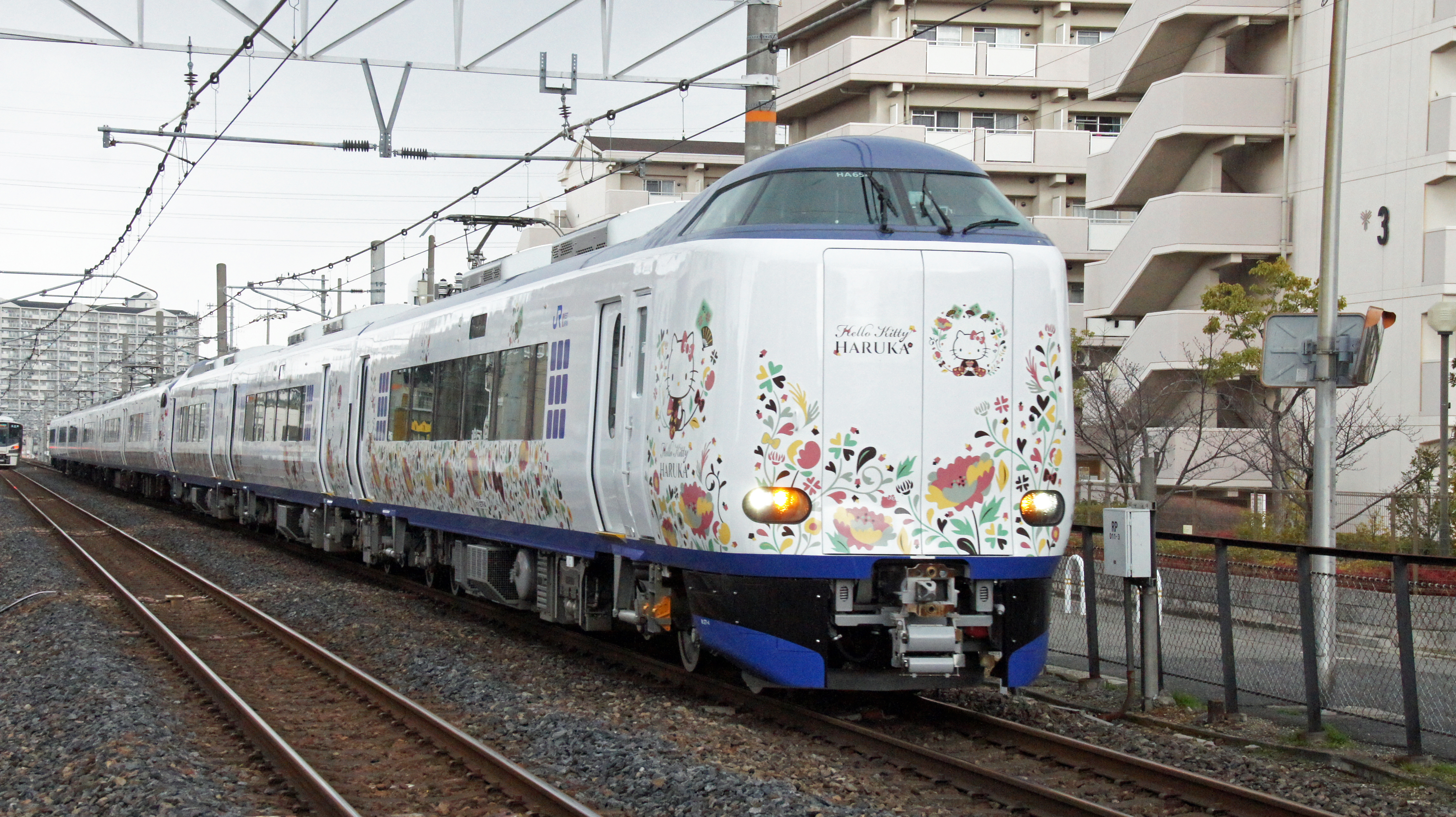
271系
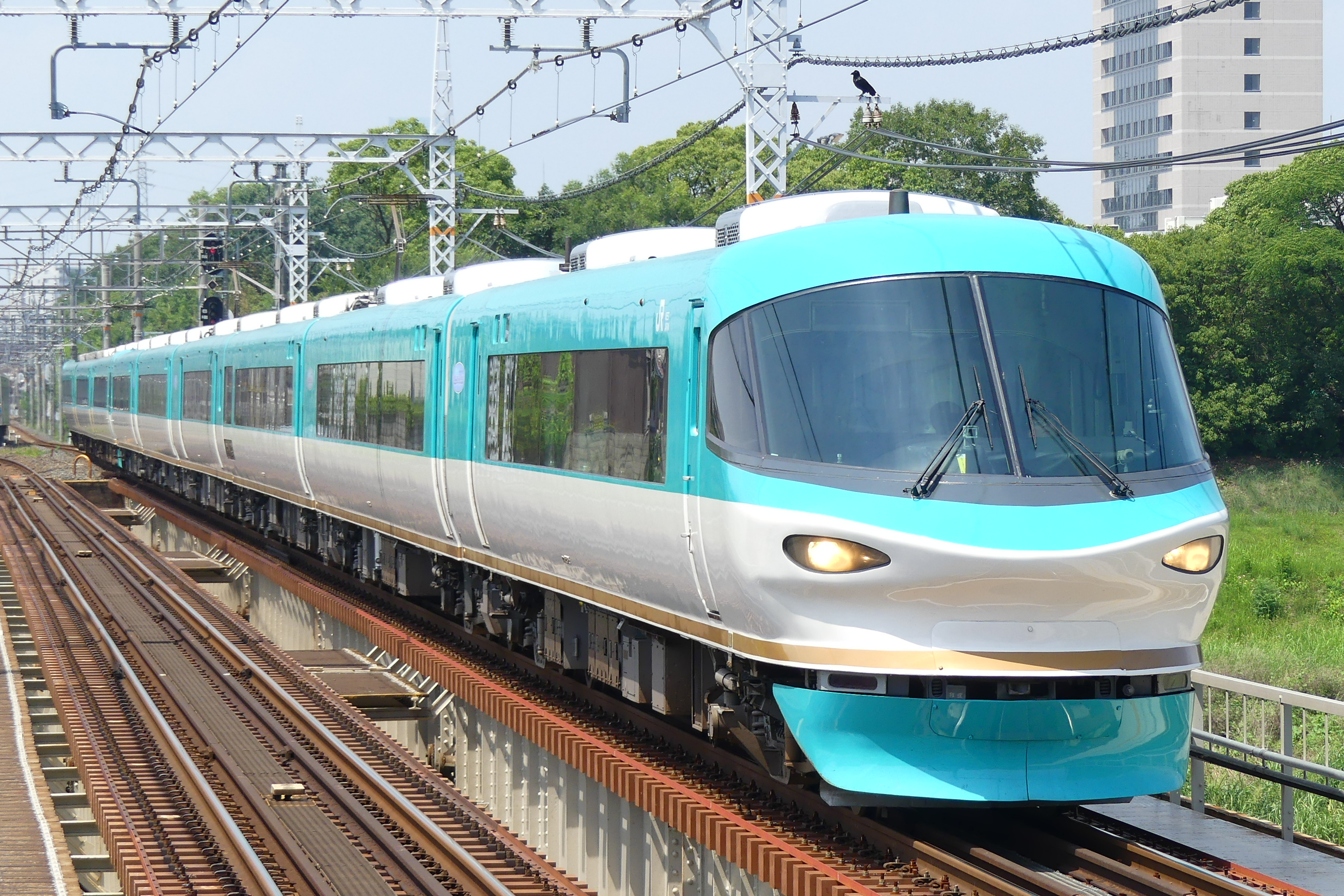
283系
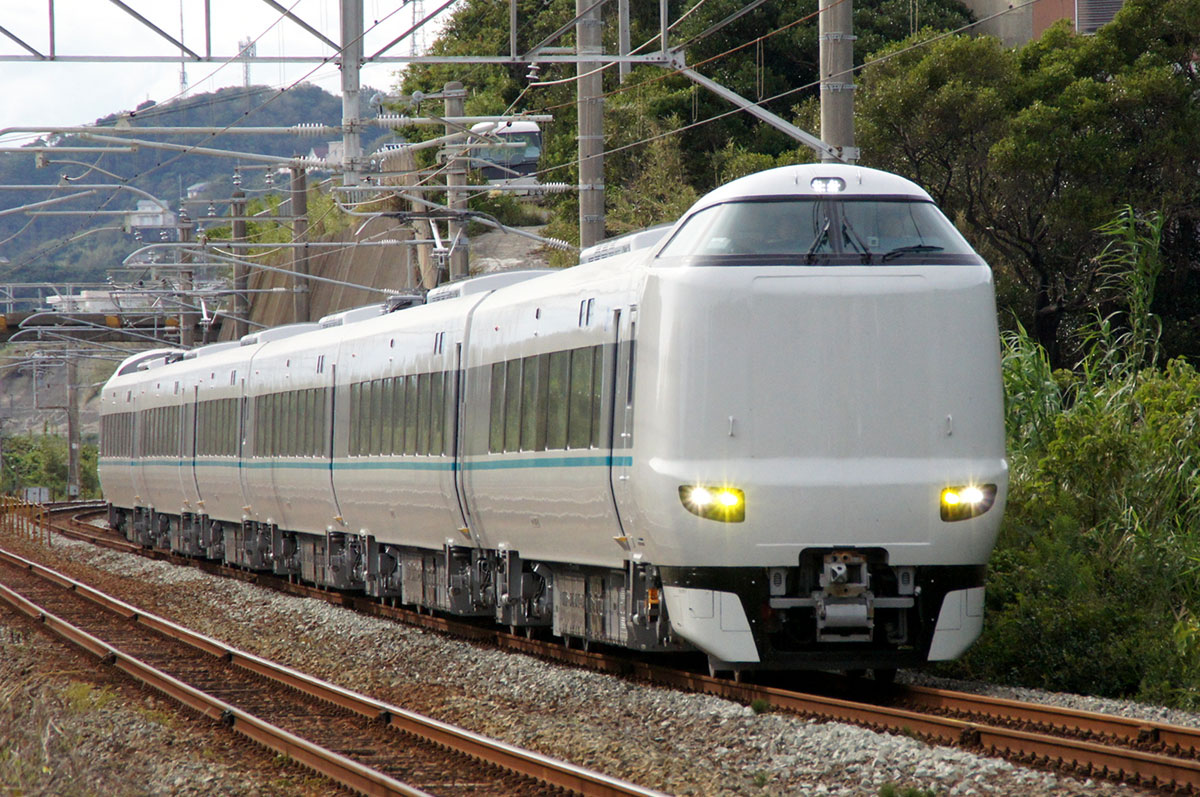
287系
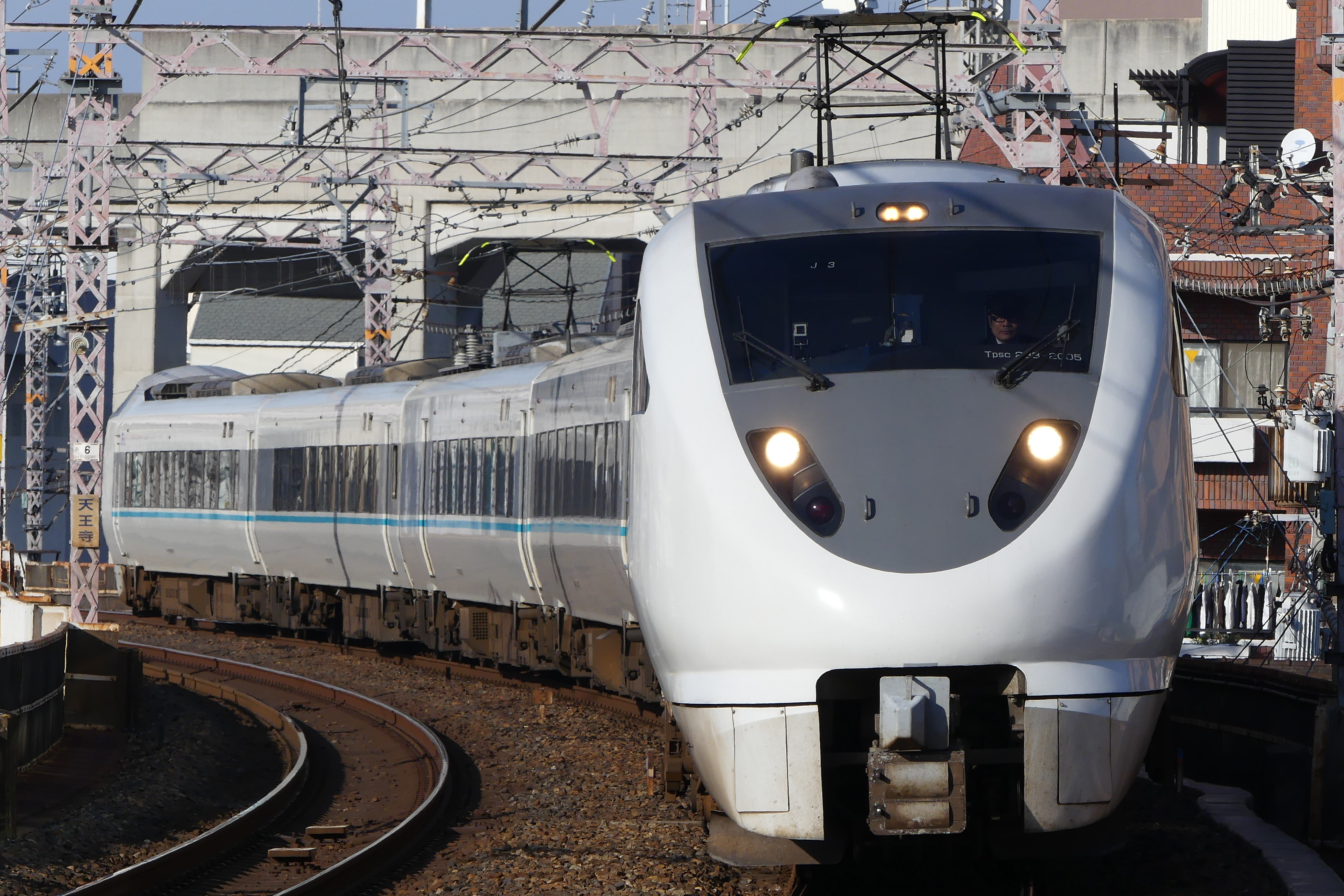
289系

#### 快速·普通列车
- 223系0、2500番台
  - 主要在快速列车上运行，也在一些普通列车上运行。 作为通往关西国际机场的列车，这些列车在关西国际机场启用前于 1994 年 4 月 1 日开始运行。 这些列车最初为六节车厢编组和两节车厢编组的列车，但在 1999 年 5 月 10 日开始运行纪州路快速列车后，改装为五节车厢和三节车厢编组的列车，2008 年 3 月 15 日时刻表修订后，所有列车均为四节车厢编组的列车。
- 225系5000、5100番台
  - 5000 番台于 2010 年 12 月 1 日开始以四节车厢编组运行，[33]取代了在阪和线快速列车上运行的 221系列车和 205系列的八节车厢编组，并从 2011 年 3 月 12 日起增加编组，与 223系列共同运行。
  - 2016 年 7 月 1 日，引进 5100番台，取代 103系和其他列车，[34]不仅增加了四节车厢列车，还新增了固定六节车厢列车的编组[35]。 5100番台列车上提供免费 Wi-Fi热点；截至 2017 年 7 月，计划引进的 14 列四节车厢列车和 11 列六节车厢列车共计 122 辆的生产工作已经完成；从 2018 年 3 月 17 日起，羽衣支线开始运营的同时，阪和线上的所有普通列车的车厢都统一成三门车厢。

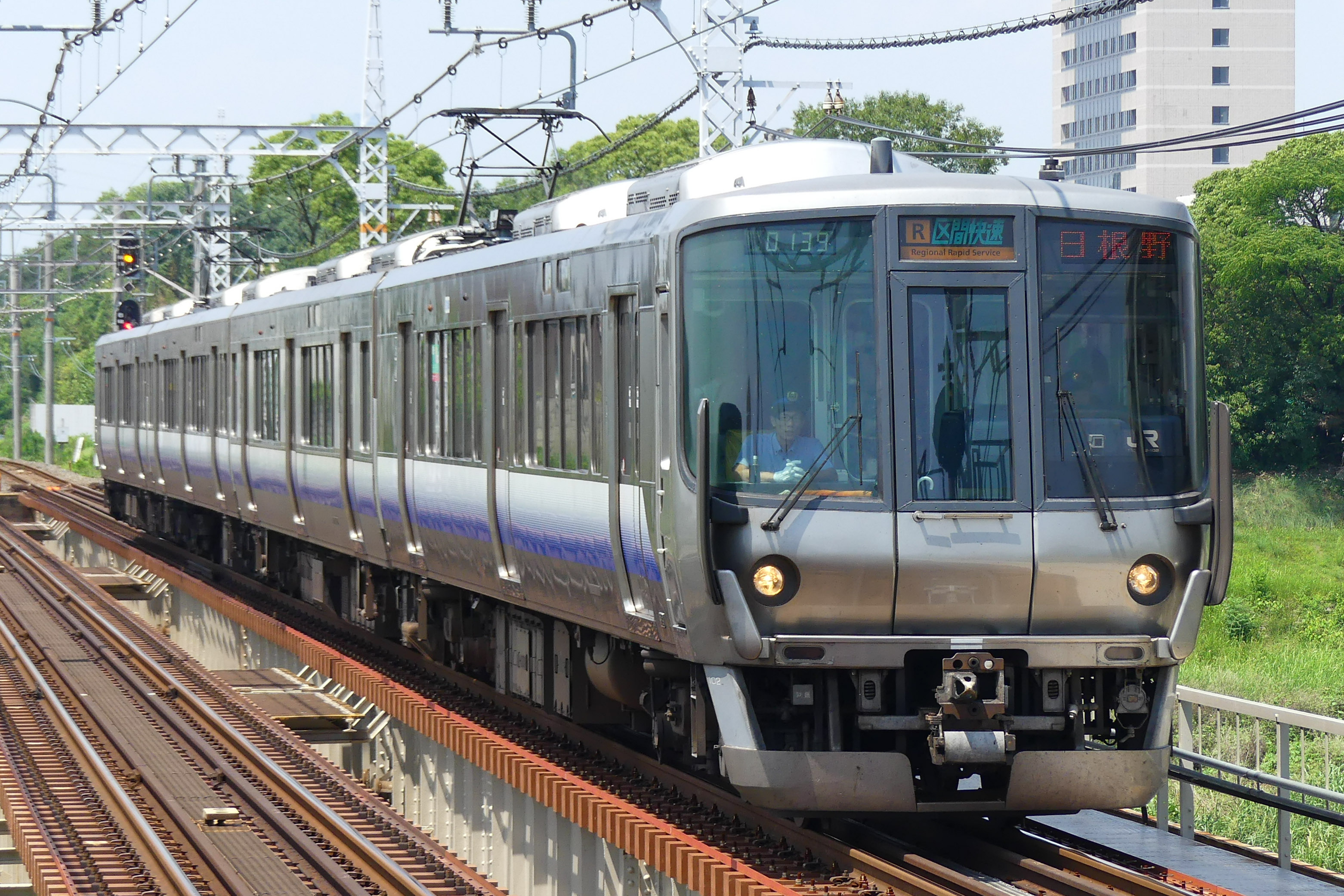
223系0番台
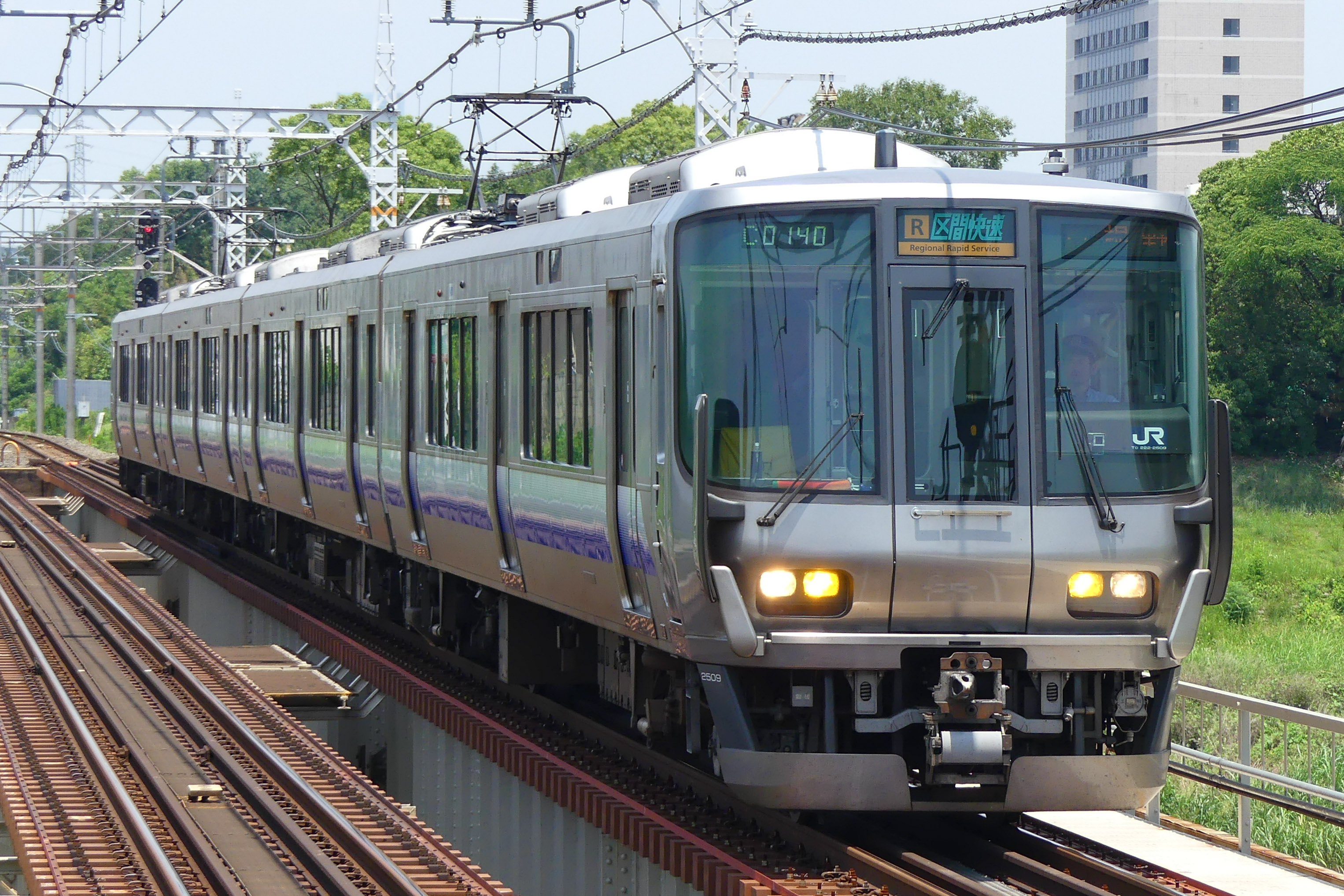
223系2500番台
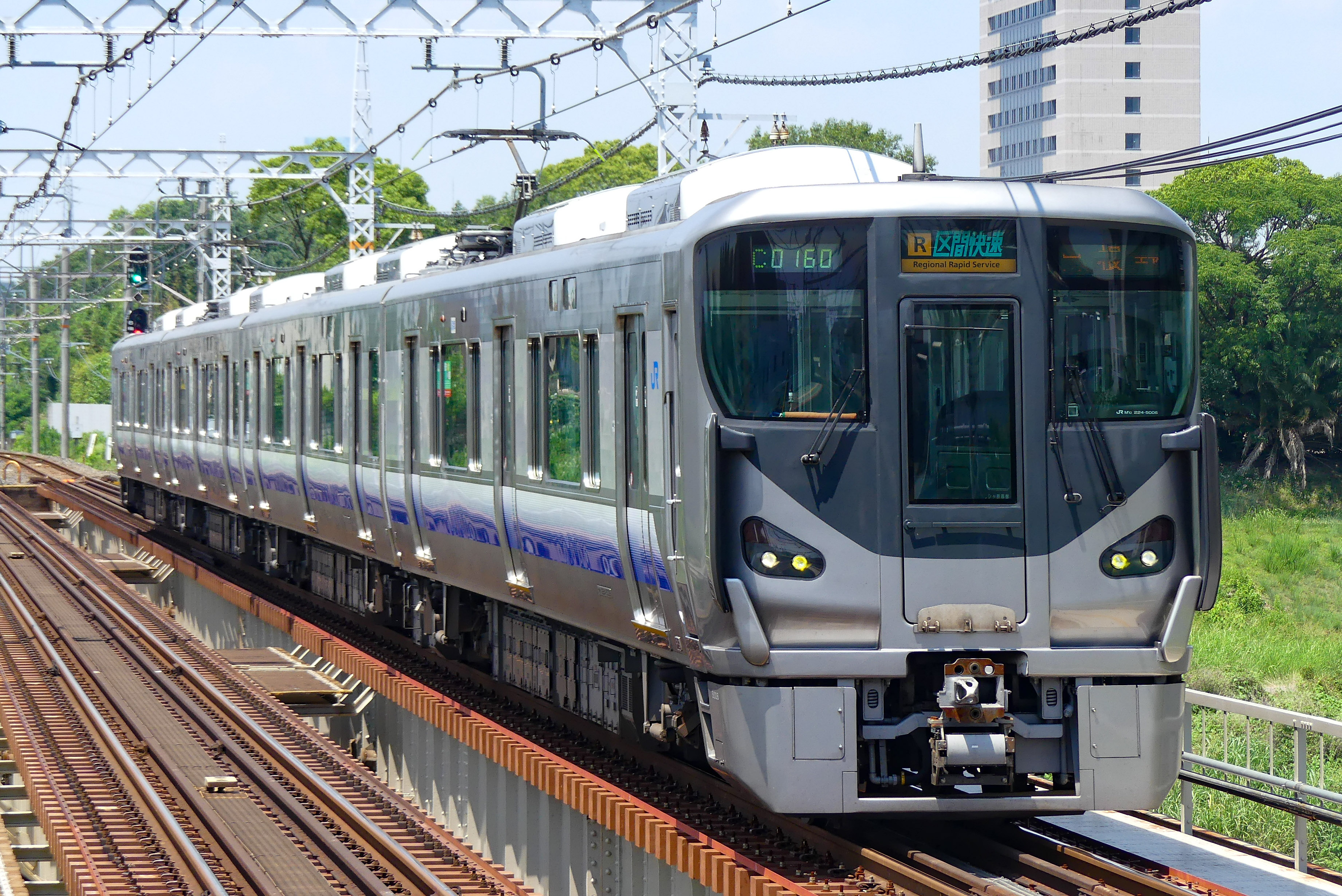
225系5000番台
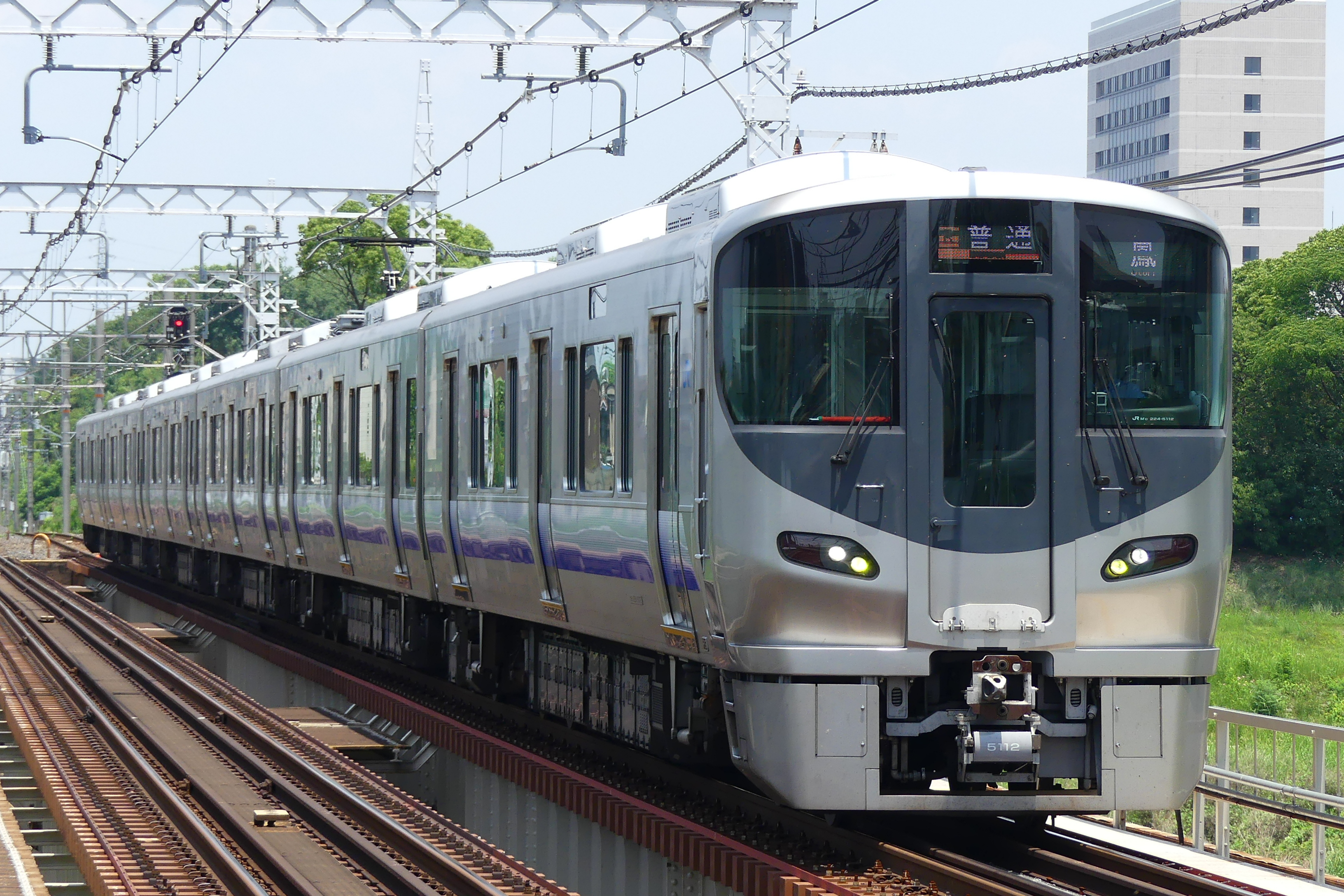
225系5100番台

### 过去使用的车辆

#### 電車
- 40系
- 51系
- 52系（流電）
- 70系
- 72系
- 103系（1968年10月1日[36]- 2018年3月16日)
  - 被喻為「103系之首」，即1963年投入營運的103-1，直至2011年3月從阪和線退役，退役時為JR集團車齡最高的直流電車，使用達48年。退役後由吹田總合車輛所保管，直至於2015年3月從吹田總合車輛所轉送至京都鐵道博物館，於2016年3月開館起展示。
  - 从 2017 年 7 月 30 日到 2018 年 3 月 16 日，它只在羽衣支线上运行。
- 123系（1987年7月1日[37]- 1995年頃）
- 205系（1988年3月 - 2018年3月16日)
  - 其中有从京阪神缓行线转来的0番台车辆，也有私有化后引进的1000番台车辆。
- 165系（1986年11月 - 2002年3月）
- 113系（1972年3月 - 2020年3月13日)
  - 从 2011 年 12 月 10 日至 2020 年 3 月 13 日，该型车仅在日根野和和歌山之间运行。
- 117系
  - 该型车曾经在王寺站和凤站之间运行一班往返列车（除锈列车），以维护阪和货运线的轨道[38]。
- 221系 （2000年3月 - 2010年12月1日）
  - 使用的是配属于奈良电车区的车辆，担当快速列车的运行。
- 485系（1985年4月 - 1986年10月）
- 381系（1978年10月 - 2015年10月）
  - 担当特急“黑潮”、“阪和Liner”的运行。

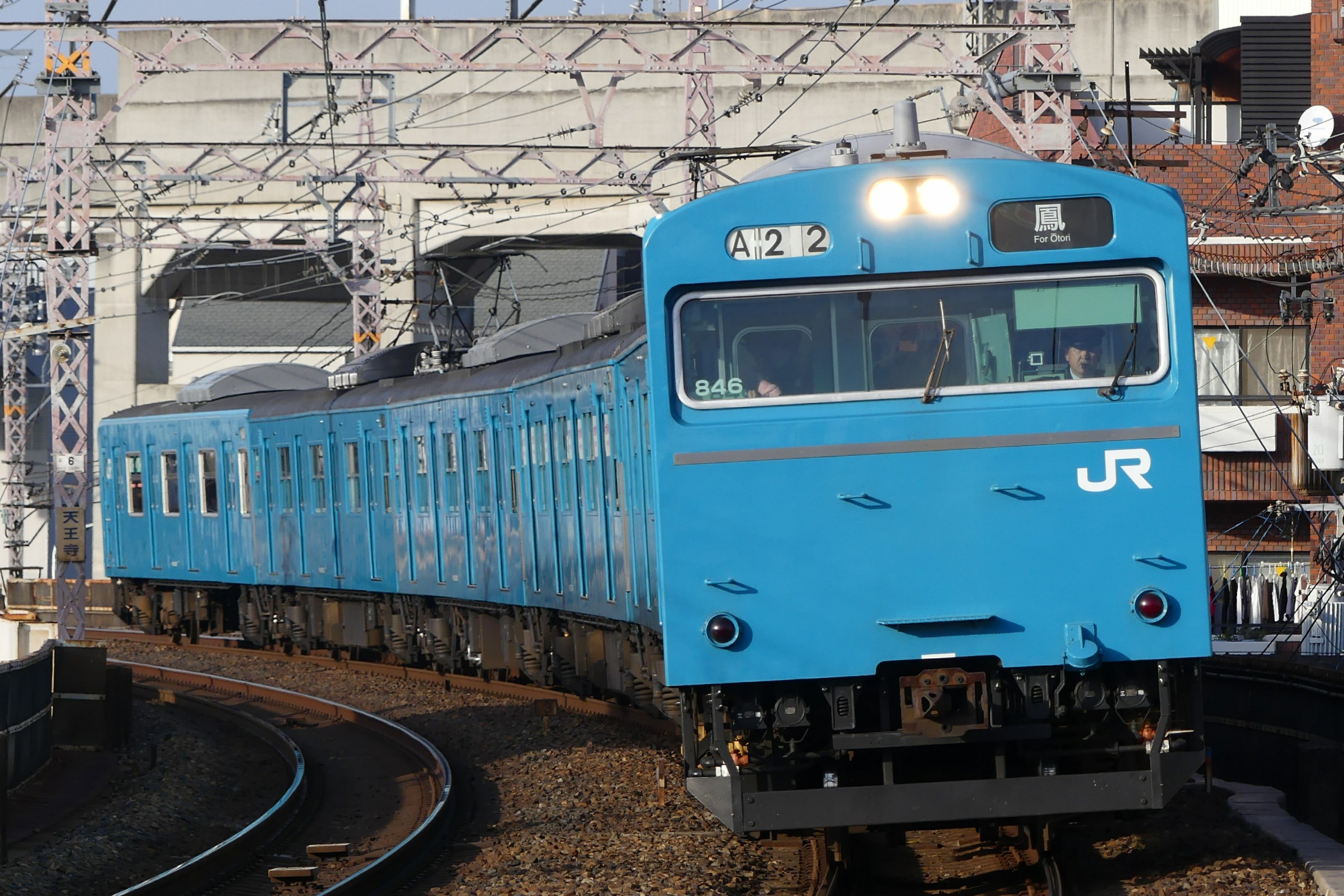
103系
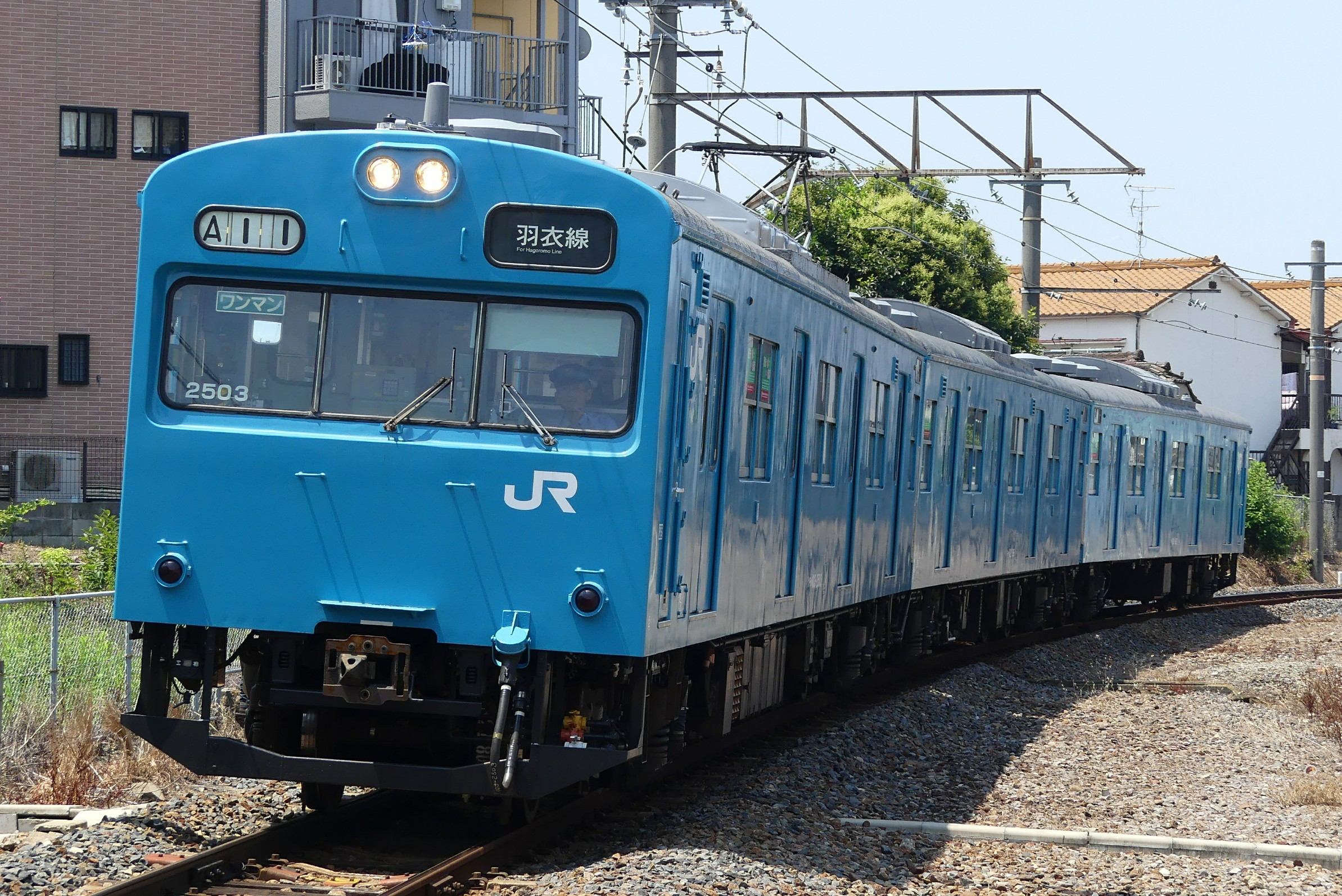
103系（羽衣支线）
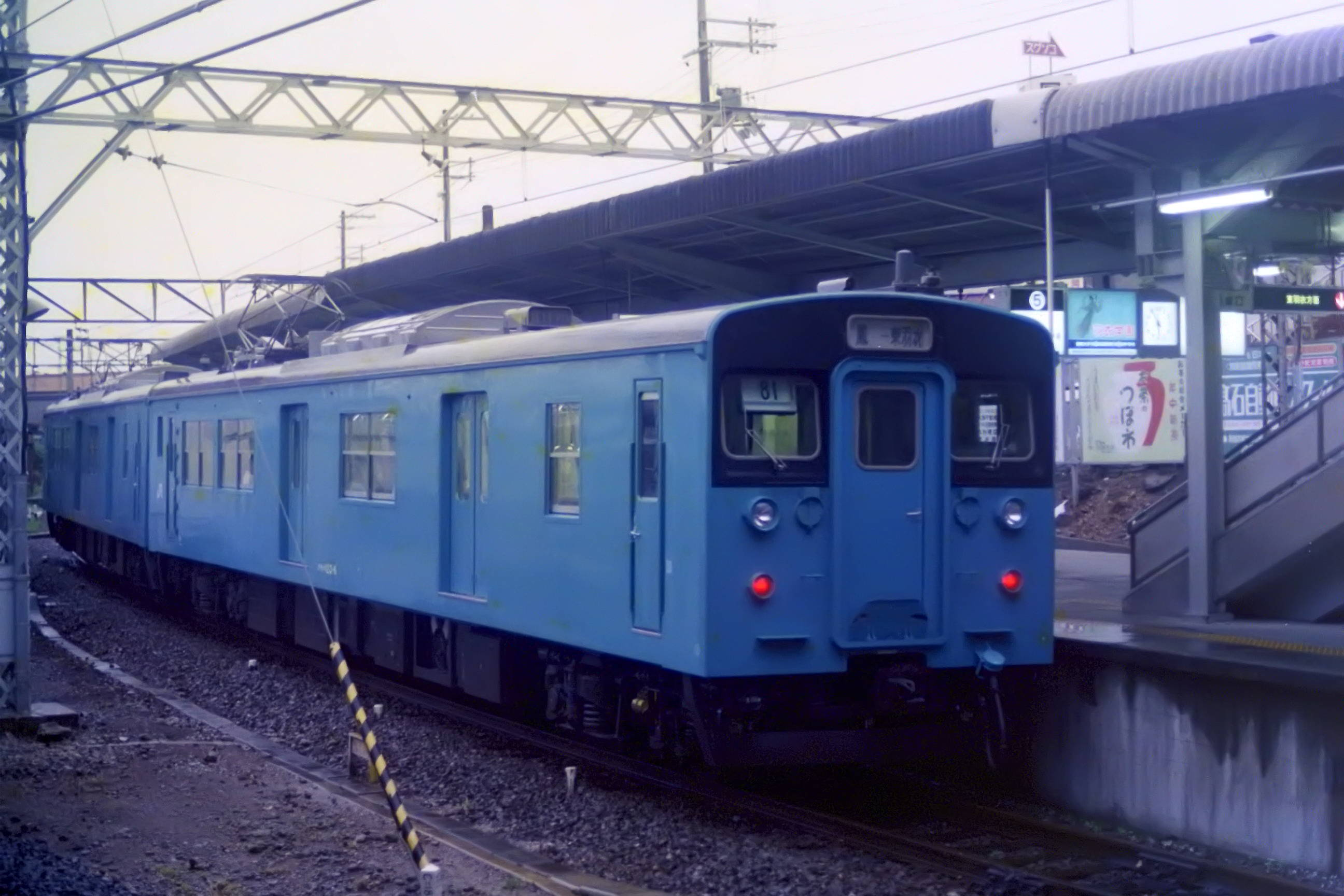
123系
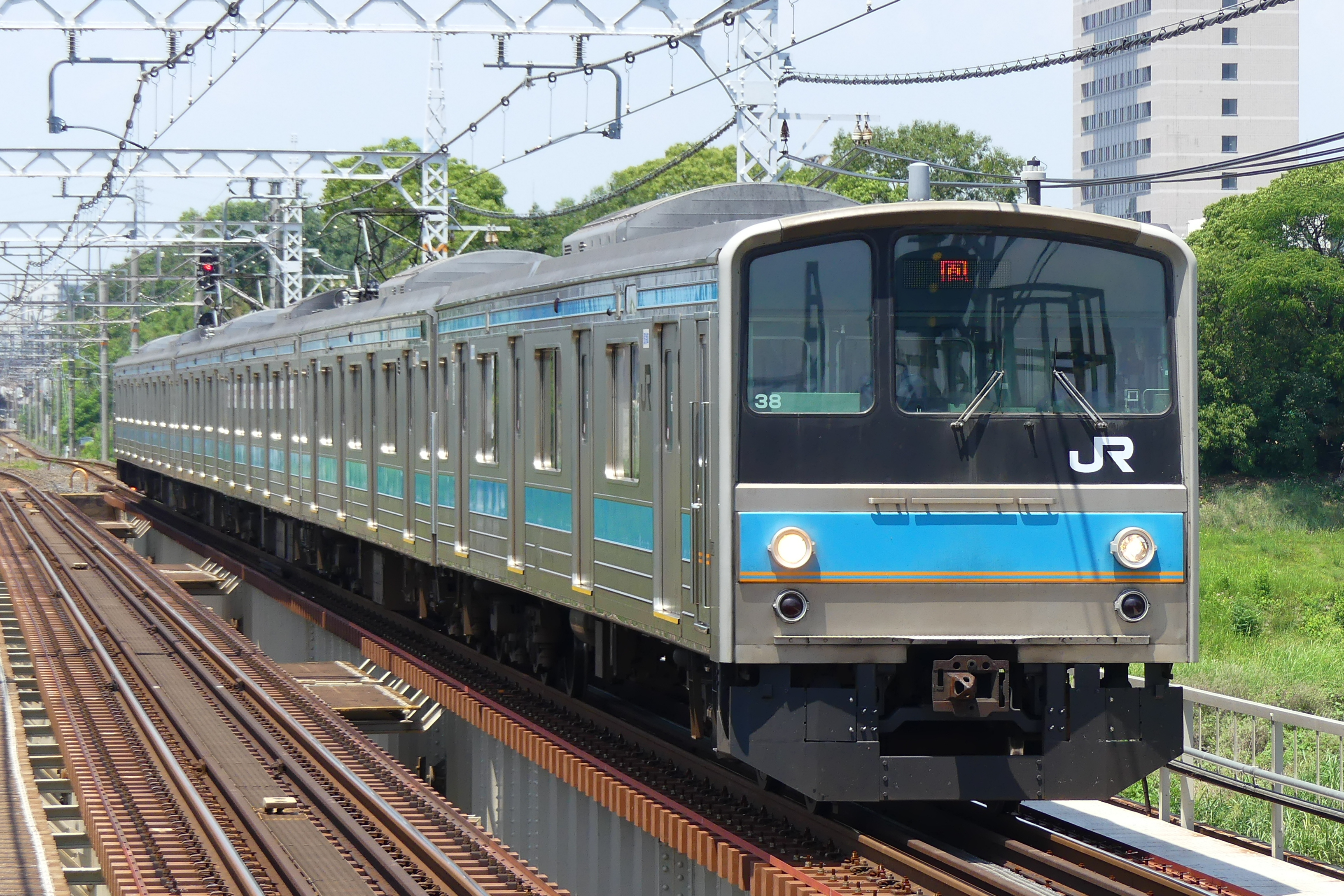
205系0番台
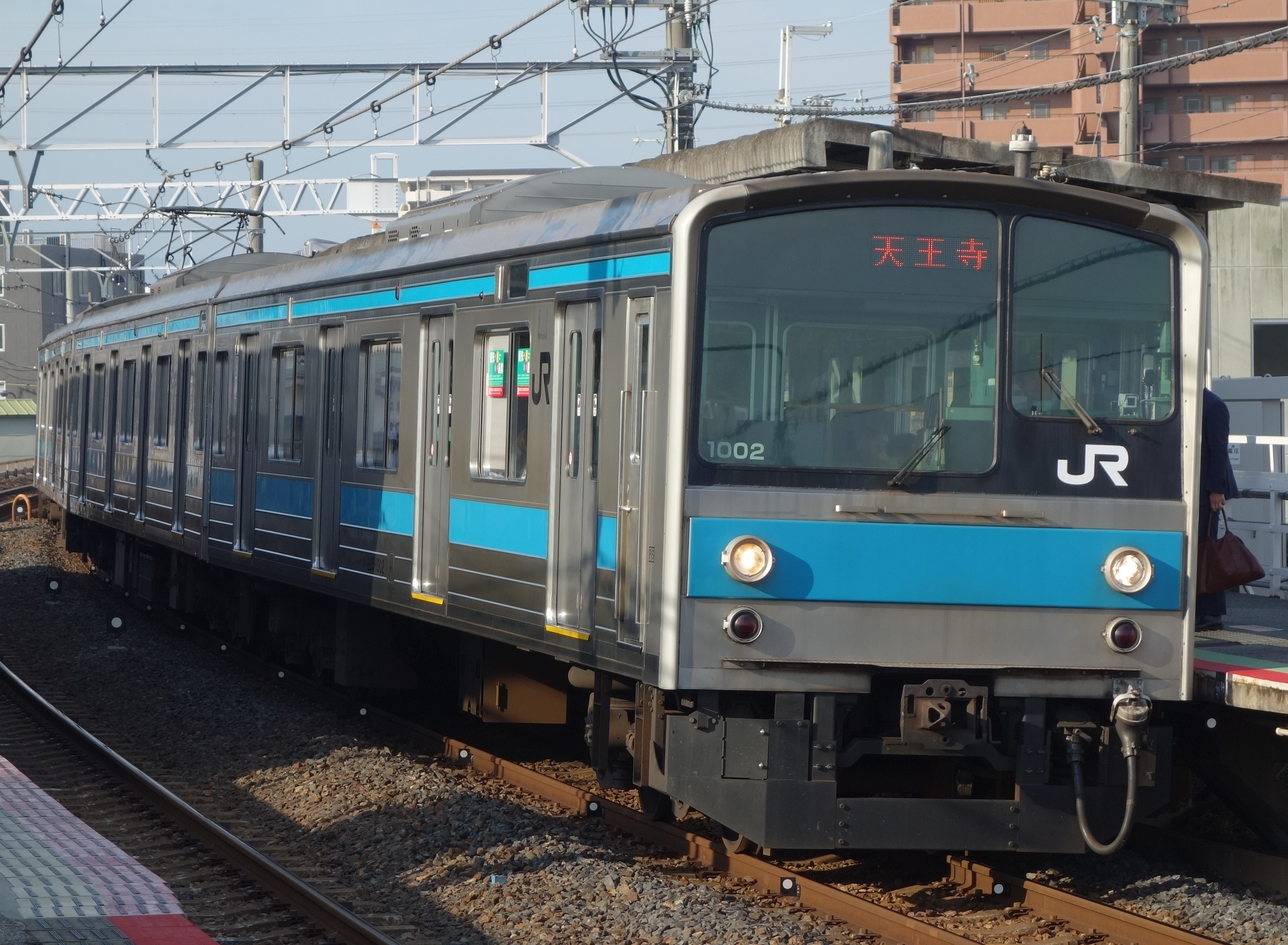
205系1000番台
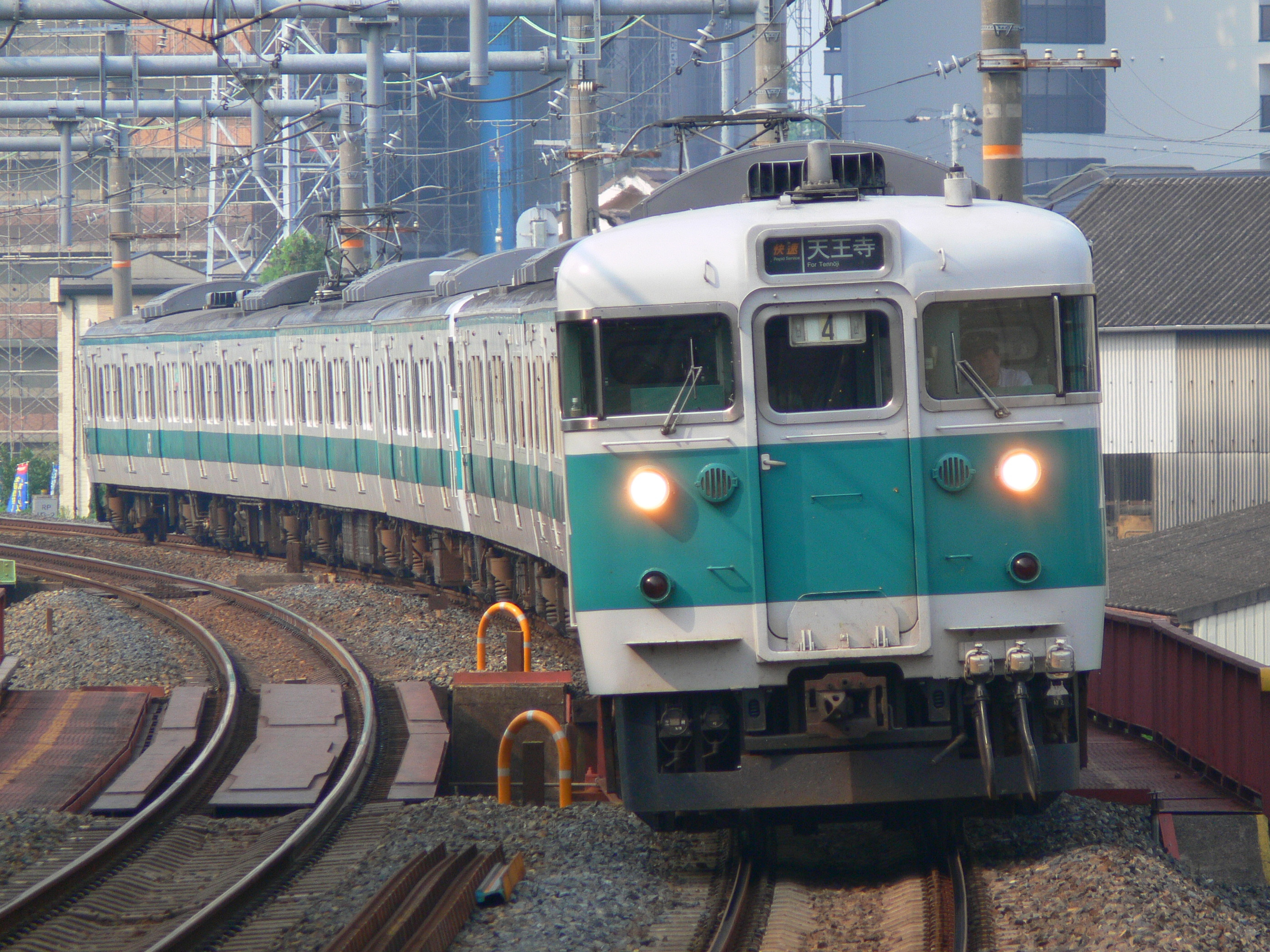
113系
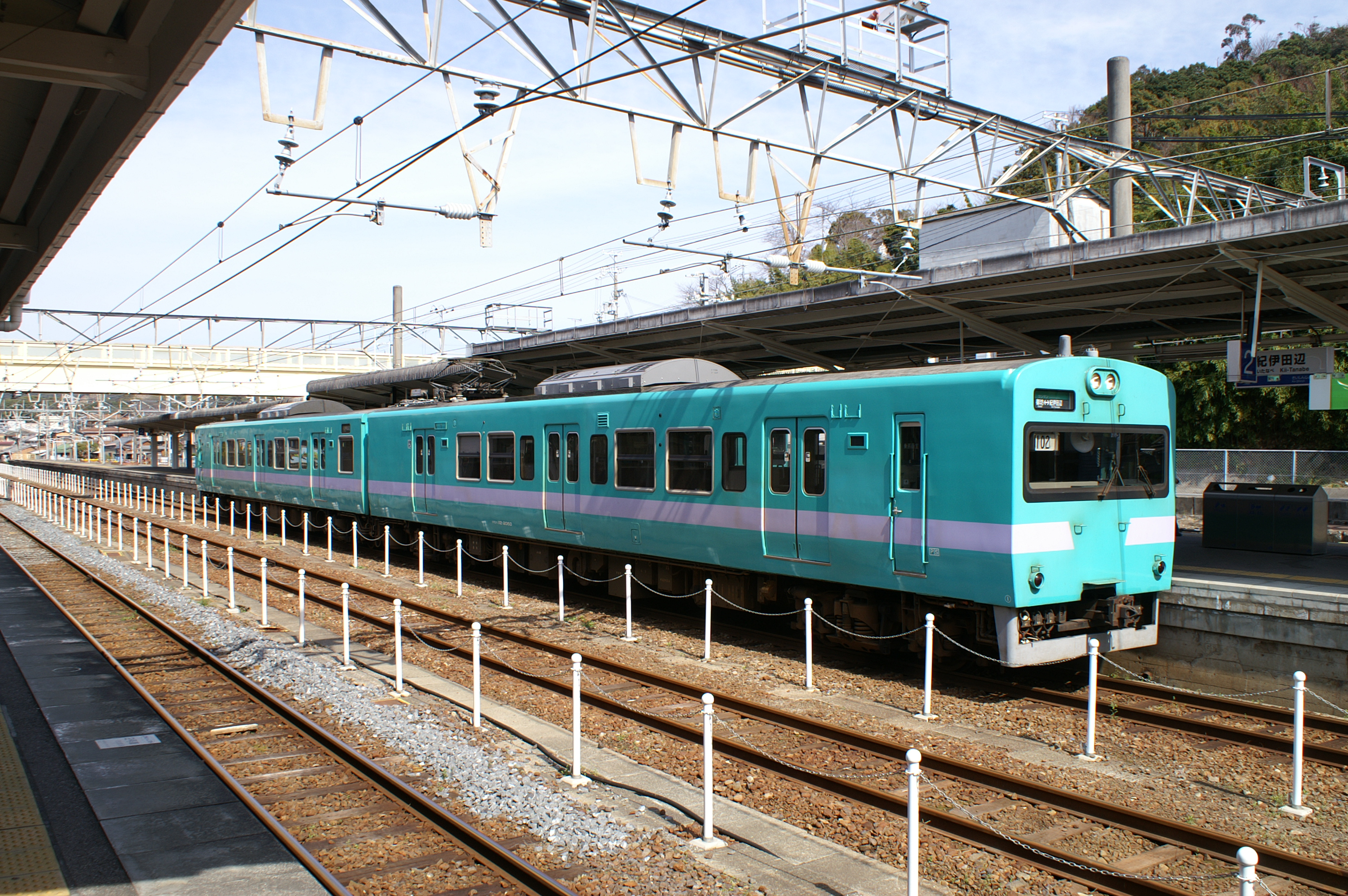
113系（纪势本线单人运转列車用）
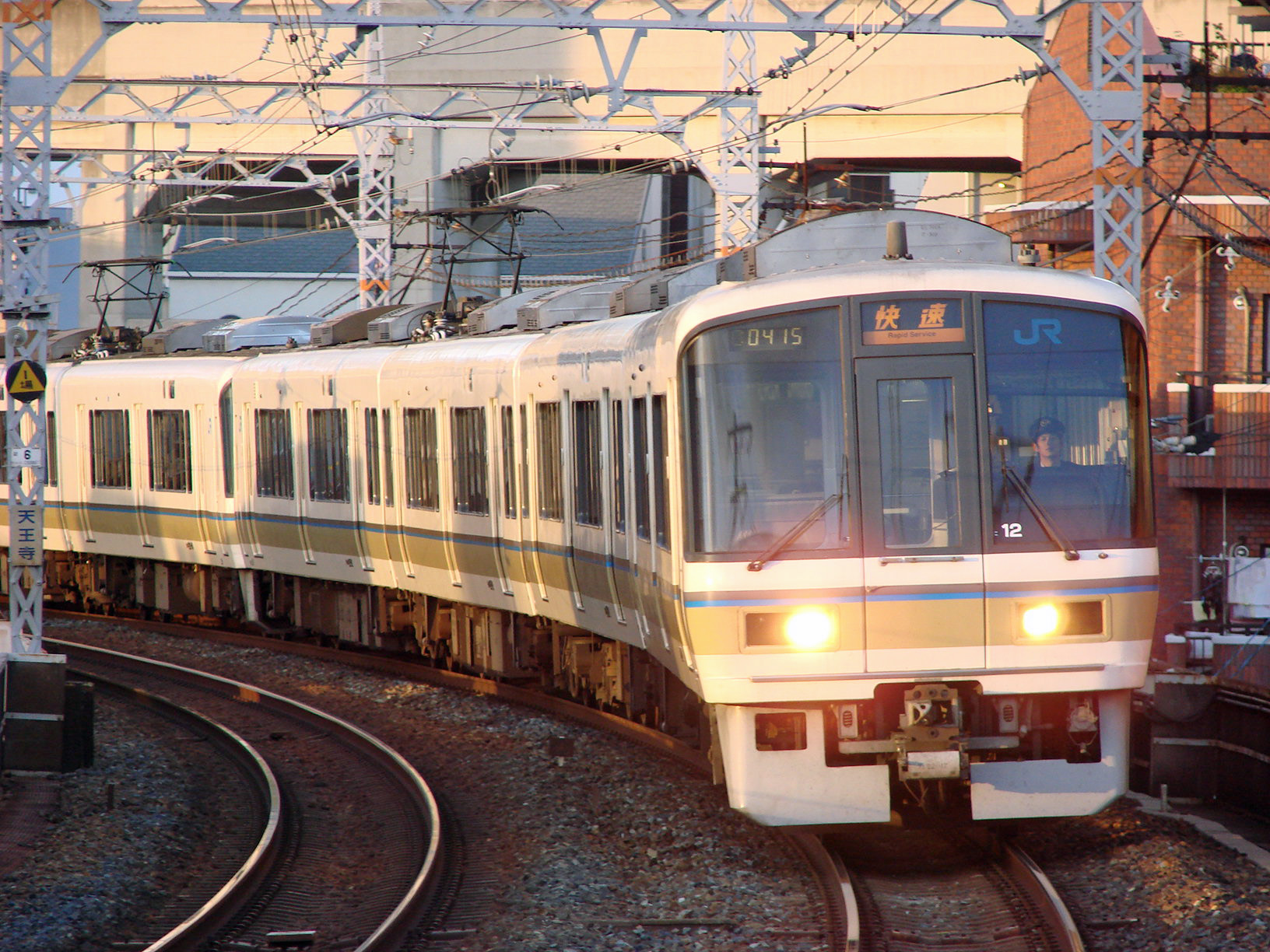
221系
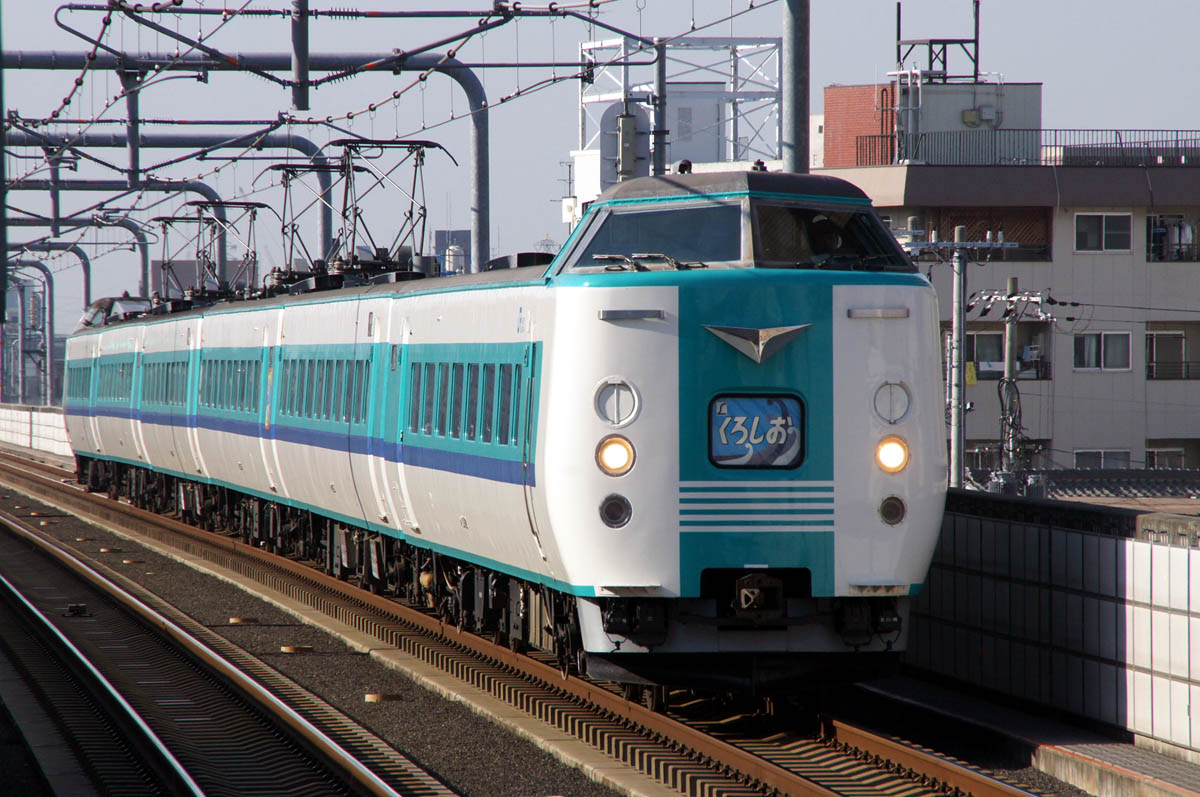
381系

#### 柴聯車
- キハ55系
- キハ57系
- キハ58系
- キハ65形
- キハ81・82系

#### 電气车头
- ED16形
- ED20形
- EF15形
- EF51形
- EF52形
- EF58形
- ED60形
- EF60形
- ED61形

## 車站列表
- ：特定都區市內制度下「大阪市內」地域車站
- #：設有待避線的車站（日语：待避駅）
- 停靠站
  - 普通…停靠所有車站
  - 快速…●的車站所有列車停靠，○的車站除一部分列車外停靠，▼的車站只限下行列車運行停靠，▲的車站只限上行列車運行停靠，｜的車站所有列車通過，↑的車站只限上行列車運行通過
  - 特急…參見「遙號列車」「黑潮號列車」
- 車站編號自2018年3月起引入[39]

| 車站編號 | 中文站名   | 日文站名 | 英文站名 | 站間營業距離 | 累計營業距離 | 區間快速 | 關空快速 | 紀州路快速 | 直通快速 | 快速 | 接續路線、備註 | 所在地            | 所在地            |
| -------- | ---------- | -------- | -------- | ------------ | ------------ | -------- | -------- | ---------- | -------- | ---- | --- | ----------------- | ----------------- |
| JR-R20   | 天王寺     |          |          | -            | 0.0          | ●        | ●        | ●          | ▲        | ●    | 西日本旅客鐵道： 大阪環狀線（JR-O01）、關西本線（ 大和路線）（JR-Q20） 大阪市高速電氣軌道： 御堂筋線、 谷町線 近畿日本鐵道： 南大阪線 …大阪阿部野橋 阪堺電氣軌道： ■ 上町線 …天王寺站前 | 大阪府            | 大阪市 天王寺區   |
| JR-R21   | 美章園     |          |          | 1.5          | 1.5          | ｜       | ｜       | ｜         | ↑        | ｜   | | 大阪府            | 大阪市 阿倍野區   |
| JR-R22   | 南田邊     |          |          | 1.5          | 3.0          | ｜       | ｜       | ｜         | ↑        | ｜   | | 大阪府            | 大阪市 阿倍野區   |
| JR-R23   | 鶴丘#      |          |          | 0.9          | 3.9          | ｜       | ｜       | ｜         | ↑        | ｜   | | 大阪府            | 大阪市 阿倍野區   |
| JR-R24   | 長居       |          |          | 0.8          | 4.7          | ｜       | ｜       | ｜         | ↑        | ｜   | 大阪市高速電氣軌道： 御堂筋線 | 大阪府            | 大阪市 住吉區     |
| JR-R25   | 我孫子町   |          |          | 1.2          | 5.9          | ｜       | ｜       | ｜         | ↑        | ｜   | | 大阪府            | 大阪市 住吉區     |
| JR-R26   | 杉本町#    |          |          | 1.0          | 6.9          | ｜       | ｜       | ｜         | ↑        | ｜   | | 大阪府            | 大阪市 住吉區     |
| JR-R27   | 淺香       |          |          | 1.0          | 7.9          | ｜       | ｜       | ｜         | ↑        | ｜   | | 大阪府            | 堺市 堺區         |
| JR-R28   | 堺市       |          |          | 0.9          | 8.8          | ●        | ●        | ●          | ▲        | ●    | | 大阪府            | 堺市 堺區         |
| JR-R29   | 三國丘     |          |          | 1.4          | 10.2         | ●        | ●        | ●          | ▲        | ●    | 南海電氣鐵道： 高野線 | 大阪府            | 堺市 堺區         |
| JR-R30   | 百舌鳥     |          |          | 0.9          | 11.1         | ｜       | ｜       | ｜         | ↑        | ｜   | | 大阪府            | 堺市 堺區         |
| JR-R31   | 上野芝#    |          |          | 1.3          | 12.4         | ｜       | ｜       | ｜         | ↑        | ｜   | | 大阪府            | 堺市 西區         |
| JR-R32   | 津久野     |          |          | 1.3          | 13.7         | ｜       | ｜       | ｜         | ↑        | ｜   | | 大阪府            | 堺市 西區         |
| JR-R33   | 鳳#        |          |          | 1.4          | 15.1         | ●        | ●        | ●          | ▲        | ●    | 西日本旅客鐵道：羽衣線 | 大阪府            | 堺市 西區         |
| JR-R34   | 富木       |          |          | 1.2          | 16.3         | ●        | ｜       | ｜         | ↑        | ｜   | | 大阪府            | 高石市            |
| JR-R35   | 北信太     |          |          | 1.7          | 18.0         | ●        | ｜       | ｜         | ↑        | ｜   | | 大阪府            | 和泉市            |
| JR-R36   | 信太山     |          |          | 1.4          | 19.4         | ●        | ｜       | ｜         | ↑        | ｜   | | 大阪府            | 和泉市            |
| JR-R37   | 和泉府中#  |          |          | 1.5          | 20.9         | ●        | ●        | ●          | ▲        | ●    | | 大阪府            | 和泉市            |
| JR-R38   | 久米田     |          |          | 3.0          | 23.9         | ●        | ｜       | ｜         | ↑        | ｜   | | 大阪府            | 岸和田市          |
| JR-R39   | 下松       |          |          | 1.2          | 25.1         | ●        | ｜       | ｜         | ↑        | ｜   | | 大阪府            | 岸和田市          |
| JR-R40   | 東岸和田#  |          |          | 1.4          | 26.5         | ●        | ●        | ●          | ▲        | ●    | | 大阪府            | 岸和田市          |
| JR-R41   | 東貝塚#    |          |          | 1.6          | 28.1         | ●        | ｜       | ｜         | ↑        | ｜   | | 大阪府            | 貝塚市            |
| JR-R42   | 和泉橋本   |          |          | 1.9          | 30.0         | ●        | ｜       | ｜         | ↑        | ｜   | | 大阪府            | 貝塚市            |
| JR-R43   | 東佐野     |          |          | 1.5          | 31.5         | ●        | ｜       | ｜         | ↑        | ｜   | | 大阪府            | 泉佐野市          |
| JR-R44   | 熊取#      |          |          | 1.5          | 33.0         | ●        | ●        | ●          | ▲        | ●    | | 大阪府            | 泉南郡 熊取町     |
| JR-R45   | 日根野#    |          |          | 1.9          | 34.9         | ●        | ●        | ●          | ▲        | ●    | 西日本旅客鐵道： 關西機場線 | 大阪府            | 泉佐野市          |
| JR-R46   | 長瀧#      |          |          | 1.4          | 36.3         | ▼        |          | ○          | ↑        | ｜   | | 大阪府            | 泉佐野市          |
| JR-R47   | 新家       |          |          | 2.3          | 38.6         | ▼        |          | ○          | ↑        | ｜   | | 大阪府            | 泉南市            |
| JR-R48   | 和泉砂川#  |          |          | 1.9          | 40.5         | ▼        |          | ●          | ▲        | ●    | | 大阪府            | 泉南市            |
| JR-R49   | 和泉鳥取   |          |          | 2.8          | 43.3         | ▼        |          | ○          | ↑        | ｜   | | 大阪府            | 阪南市            |
| JR-R50   | 山中溪     |          |          | 1.9          | 45.2         | ▼        |          | ○          | ↑        | ｜   | | 大阪府            | 阪南市            |
| JR-R51   | 紀伊#      |          |          | 8.1          | 53.3         | ▼        |          | ●          | ▲        | ●    | | 和歌山縣 和歌山市 | 和歌山縣 和歌山市 |
| JR-R52   | 六十谷     |          |          | 3.9          | 57.2         | ▼        |          | ●          | ▲        | ●    | | 和歌山縣 和歌山市 | 和歌山縣 和歌山市 |
| JR-R53   | 紀伊中之島 |          |          | 3.0          | 60.2         | ▼        |          | ○          | ↑        | ｜   | | 和歌山縣 和歌山市 | 和歌山縣 和歌山市 |
| JR-R54   | 和歌山     |          |          | 1.1          | 61.3         | ▼        |          | ●          | ▲        | ●    | 西日本旅客鐵道： 紀勢本線、 和歌山線 和歌山電鐵：貴志川線 | 和歌山縣 和歌山市 | 和歌山縣 和歌山市 |

- 该线路在信太山站 - 和泉府中站之间穿过泉大津市，在和泉府中站 - 久米田站之间穿过忠冈町，但这两个城市都没有车站。
- 长泷站、山中溪站和纪伊中之岛站为无人车站，美章园站、南田边站、长居站、我孙子町站、浅香站、百舌鸟站、富木站、信太山站、下松站 (大阪府)、和泉桥本站、东佐野站、新家站、和泉鸟取站和六十谷站等 13 个车站是 JR西日本交通服务公司的业务委托站，其他车站均为直营。

### 羽衣線
- 全線單線。兩站都不可進行列車交會。

| 中文站名 | 日文站名 | 英文站名 | 營業距離 | 接續路線                                 | 所在地         |
| -------- | -------- | -------- | -------- | ---------------------------------------- | -------------- |
| 鳳       |          |          | 0.0      | 西日本旅客鐵道： 阪和線                  | 大阪府堺市西區 |
| 東羽衣   |          |          | 1.7      | 南海電氣鐵道： 南海本線、 高師濱線 …羽衣 | 大阪府高石市   |

### 過去的接續路線
- 天王寺站：天王寺支線（日语：南海天王寺支線） - 至1993年4月1日
- 杉本町站：阪和貨物線（日语：阪和貨物線）（阪和聯絡線） - 至2009年3月31日
- 紀伊中之島站：和歌山線 - 至1974年9月30日
- 和歌山站：和歌山軌道線（日语：南海和歌山軌道線） - 至1971年3月31日